# Panzerkampfwagen IV
Pour les articles homonymes, voir Panzerkampfwagen.
 (décembre 2022).
Le SdKfz 161 Panzerkampfwagen IV, PzKpfW IV, ou Panzer IV, est un char moyen allemand utilisé lors de la Seconde Guerre mondiale.
Conçu comme char d'appui-feu armé d'un canon de 75 mm court KwK 37 L/24 (destiné aux tirs anti-infanterie, pour les Panzer IV Ausf. A / B / C / D / E / F), il est réarmé avec un canon long antichar 75 mm KwK 40 L/43 à partir de mars 1942 (Panzer IV Ausf. F2 et G, puis canon 40L/48 pour les versions Ausf. H et J).
Le PzKpfW IV fut le char le plus utilisé par la Panzerwaffe avec 9 000 exemplaires produits. Son châssis fut utilisé pour plusieurs véhicules spéciaux et chasseurs de chars. Ses équivalents alliés furent le M4 Sherman américain produit à 50 000 exemplaires, et le T-34 soviétique produit à 60 000 exemplaires.

## Dénomination
Le véhicule a d’abord reçu le nom de code Begleitwagen, « véhicule d’escorte », afin de dissimuler sa nature à un moment où l’Allemagne essaie encore d’afficher son respect du traité de Versailles, qui lui interdit de développer des chars. Il reçoit ensuite brièvement le nom de Gesch. Kpw. (75 mm) (Vskfz.618) dans les inventaires, avant de prendre la désignation définitive de Panzerkampfwagen IV (75 mm) (Vskfz.622).

## Développement

### Contexte
Après sa défaite en 1918, l’Allemagne se voit imposer par le traité de Versailles d’importantes restrictions sur ses forces armées. Il lui est notamment interdit de posséder des chars. Les Allemands se lancent pourtant en secret dès avril 1926 dans un programme de développement nommé Armeewagen 20, qui aboutit en 1928 au Grosstraktor. La conception d’un autre véhicule, le mittlere Traktor, rebaptisé ultérieurement Neubaufahrzeug, débute en octobre 1932. Ce dernier a la particularité d’être envisagé comme un véhicule universel dont l’armement, un canon de 37 mm et un obusier de 75 mm, lui permet de remplir à la fois le rôle de lutte contre les chars et de soutien à l’infanterie,.
Aucun des deux véhicules précédents n’est produit en série, leur conception n’étant pas satisfaisante. La principale difficulté provient de la motorisation : des moteurs d’avion sont utilisés afin de disposer de suffisamment de puissance, mais ceux-ci ont l’inconvénient de produire un couple élevé, même à basse vitesse, ce qui fragilise la transmission et requiert l’emploi de composants renforcés plus lourds. Ce point pose problème, car la plupart des ponts ne peuvent pas supporter une charge élevée et il est donc nécessaire de réduire la masse du char pour éviter que chaque rivière devienne un obstacle. Ce même point impose également de réduire l’armement et de renoncer au concept de char universel en faveur de deux véhicules spécialisés respectivement dans le support de l’infanterie et le combat contre les autres chars.

### Développement initial
A l'origine les spécifications du futur Panzer IV furent émises par Heinz Guderian en 1930. Ce char devait avec le Panzer III constituer l'élément principal des Panzerdivisions rejetant le Panzer I à un rôle d'entraînement et le Panzer II à un rôle de reconnaissance. Le rôle original de ce char était la suppression des armes anti-char adverses hors de portée des autres modèles allemands. Pour réaliser cette tache il devait être armé de l'obusier de 75 mm L/24. Il s'agit donc à l'origine d'un char de support. Le développement de ce char moyen (classe des 20 tonnes) débuta sous la dénomination de « tracteur agricole moyen » en raison de l'interdiction faite à l'Allemagne de construire des chars par les vainqueurs de 14-18 (Traité de Versailles). Cependant dès l'accession de Hitler à la tête du pays, l'armée allemande se lance en 1934 dans un vaste et très secret programme de réarmement.
La réflexion sur les caractéristiques du véhicule de soutien, appelé B.W. pour Begleitwagen, « véhicule d’escorte », sont fixées le 11 janvier 1934 par le Wa Prüf 6, département du Heereswaffenamt destiné au développement des chars,. Le B.W. doit être équipé d’un canon de gros calibre lui permettant d’affronter les cibles pour lesquelles l’armement du Zugführerwagen (Z.W.), le pendant du B.W. destiné à la lutte contre les chars est inadapté, par exemple contre les fortifications. Outre ce canon, il doit également disposer d’une mitrailleuse en tourelle, ainsi que d’une autre en proue, et être en mesure de résister à des chars légers.
La Wa Prüf 6 reçoit l’autorisation de poursuivre le développement du B.W. le 25 février 1934. Conformément aux habitudes allemandes, c’est le Wa Prüf 6 qui mène ensuite le plus gros du travail de développement, en définissant quels sont les composants à utiliser et leurs caractéristiques précises (dimensions, masse, composition, etc.). Ce n’est que dans un deuxième temps qu’il est fait appel à des entreprises privées, dont le rôle n’est que de traduire ces spécifications, avec une marge de manœuvre qui est donc assez limitée. Dans le cas du B.W., les deux entreprises mises en concurrence sont Kruup-Gruson et Rheinmetall-Borsig.
Rheinmetall-Borsig, qui présente dès 1934 un prototype en acier ordinaire, le VK 2001, est rapidement écarté au profit de Krupp qui, jusqu’alors, ne s’occupait que de la tourelle et de son armement. Krupp propose dès le 13 avril 1934 un char de 18 t, avec une conception archaïque à plusieurs tourelles. Pour la tourelle principale, Krupp s’inspire de celle à 3 hommes (un chef de char, un pointeur et un chargeur) du char lourd français FCM 2C de 1918, armé d’un 75 mm. Sur la maquette en bois du modèle initial, on trouve le « tourelleau stroboscopique » (périscope ou épiscope) caractéristique de la société FCM (Forges et chantiers de la Méditerranée) assurant au chef de char une vision panoramique.
Rheinmetall reçoit en février 1935 un contrat pour concevoir un châssis propulsé par le nouveau moteur HL100 TR de Maybach développant 300 ch, qui se distingue de ses prédécesseurs en étant le premier à être spécialement conçu pour les chars. Autre nouveauté, la transmission finale est située à l'avant, et donc les barbotins, et le moteur à l’arrière, ce qui nécessite de transférer la puissance par un arbre traversant le véhicule, mais évite certains problèmes qui s’étaient présentés sur le Neubaufahrzeug, notamment la propension à perdre les chenilles dans les virages. Il reprend en revanche certaines parties de son prédécesseur, comme la suspension à ressorts. Rheinmetall produit un prototype fonctionnel en acier doux livré à la fin de l’année 1935 et enfin une tourelle en janvier 1936. Le premier châssis Krupp est terminé le 30 avril 1936. Les deux châssis se distinguent principalement par un train de roulement différent, le second ayant trois paires de grands galets de roulement de chaque côté, tandis que le premier dispose de quatre paires de petits galets. Le prototype Rheinmetall est toutefois rejeté dès le début des essais, mettant fin au contrat,. Le châssis Krupp est celui qui est finalement retenu pour la production.
Le prototype de Krupp fit son apparition sous la désignation de Versuchskraftfahrzeug 622 (donnée par le Heereswaffenamt - Département des véhicules blindés) mais fut baptisé par son concepteur, Panzerkampfwagen IV Ausf.A.

### Production
Une commande de trente-cinq véhicules issus du premier prototype est passée à Krupp en décembre 1936. Les deux premiers exemplaires ne sont toutefois livrés qu’en novembre 1937 du fait de nombreux changements de conception des composants individuels, dont seulement sept ne sont pas modifiés par rapport au prototype. Alors que les prototypes sont produits au siège de Krupp à Essen, la production de masse se déroule chez Krupp-Grusonwerk, à Magdebourg.
La production de cette première série, adoptée pour le service dans la Wehrmacht sous le nom de Panzerkampfwagen IV Ausführung A, s’achève en juin 1938.
Le projet Panzer IV fut relativement gelé au début de la production. On était loin d'atteindre les 2160 unités commandées destinées à équiper 36 Panzerdivisions. La fabrication à grande échelle ne débuta qu'à partir du Pz.kpfw IV Ausf.D et ne cessa de croître par après pour atteindre son maximum avec le Pz.Kpfw IV Ausf.H qui fut produit à 3774 exemplaires (presque la moitié de la production totale). Une cadence de production de 40 chars par mois fut prévue pour 1941 et une de 57 pour 1942. Ces cadences furent dépassés et les 964 chars manquants furent produits avant la fin de 1942. Au départ l'Usine Gruson était responsable du montage final du Panzer IV alors que les usines Krupp d'Essen se chargeaient de la fabrication de la caisse et l'usine Eisen de Bochum de la tourelle. En 1942, les bombardements alliés commençaient à se faire durement ressentir et il devint nécessaire de réimplanter les usines d'armement dans des endroits moins accessibles et plusieurs nouvelles fabriques furent créées comme l'usine des Nibelungen de St. Valentin en Autriche qui prendra en charge presque exclusivement la fabrication dès 1943 du Panzer IV.
En 1942, la direction de VOMAG présenta au haut commandement de l'armée à Berlin un calcul des coûts pour la production d'un prototype du Panzerkampfwagen IV Ausf.G. Le 8 octobre 1942, la VOMAG prend le nom de « Vogtländische Maschinenfabrik Akt.-Ges ». Le site de production nouvellement construit, le savoir-faire technique et les 2 500 ouvriers qualifiés spécifiquement affectés à la production de chars ont créé de bonnes conditions pour la production en série de véhicules blindés. De 1942 jusqu'à ce que VOMAG arrête la production du Panzer IV au début de l'été 1944, un total de 1 374 exemplaires du char furent fabriqués à Plauen.
| Date              | Constructeur                         | Nombre de vehicules | Variantes (Ausf.) |
| ----------------- | ------------------------------------ | ------------------- | ----------------- |
| 10/1937 - 03/1938 | Krupp-Gurson                         | 35                  | A                 |
| 04/1938 - 09/1939 | Krupp-Gurson                         | 42                  | B                 |
| 09/1938 - 08/1939 | Krupp-Gurson                         | 131                 | C                 |
| 10/1939 - 05/1941 | Krupp-Gurson                         | 229                 | D                 |
| 09/1940 - 04/1941 | Krupp-Gurson                         | 223                 | E                 |
| 04/1941 - 03/1942 | Krupp-Gurson, Vomag, Nibelungenwerke | 462                 | F                 |
| 03/1942 - 07/1942 | Krupp-Gurson, Vomag, Nibelungenwerke | 175                 | F2                |
| 05/1942 - 06/1943 | Krupp-Gurson, Vomag, Nibelungenwerke | 1687                | G                 |
| 04/1943 - 07/1944 | Krupp-Gurson, Vomag, Nibelungenwerke | 3774                | H                 |
| 06/1944 - 03/1945 | Vomag, Nibelungenwerke               | 1758                | J                 |
| Total             |                                      | 8516                |                   |
|                   |                                      |                     |                   |

## Histoire opérationnelle

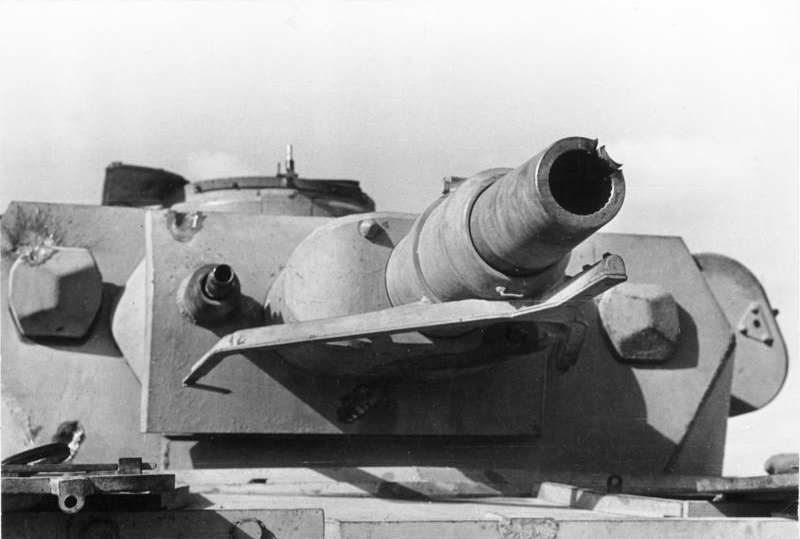
Canon 7,5-cm KwK 37L/24 du Panzer IV.

Conçu comme un char de soutien, le Panzer IV était destiné à soutenir le Panzer III au combat et à engager des tirs d'appui aux troupes d'infanterie avec son canon de 75 mm court (7,5-cm KwK 37 L/24). Les principales munitions du Panzer IV étaient destinées à être des obus hautement explosifs, conçus pour engager des canons antichars et l'infanterie ennemies à de longues distances allant jusqu'à 6 km. Par conséquent, l'armure faible et le canon court ont été initialement considérés comme suffisants. Cependant, en 1942, avec l'apparition de chars alliés de mieux en mieux protégés, il s'avéra le seul capable d'embarquer un canon capable de les détruire. Il supplanta donc le Panzer III comme char principal de la Wehrmacht.
Le Panzer IV était destiné à équiper la quatrième compagnie, la compagnie de soutien d'un bataillon de chars. Lors de la mobilisation juste avant le déclenchement de la guerre, cette compagnie a été transformée en unité de réserve, de sorte que la structure se composait désormais de deux chars légers pour un moyen, ce dernier devant être composé de Panzer III ou Panzer IV. Après la réorganisation des divisions blindées à la suite de leur augmentation d'effectifs en 1940/41, la compagnie intermédiaire devait se composer de trois pelotons avec un total de 14 Panzer IV et d'un peloton léger avec cinq Panzer II. Pendant la guerre, cependant, il n'a pas été possible d'obtenir une structure et un équipement complètement uniformes pour toutes les divisions. Jusqu'à l'apparition du Panzer VI Tiger à l'automne 1942 et du Panzer V Panther à l'été 1943, le Panzer IV était le véhicule blindé de combat allemand le plus lourd.
En mars 1942, le remplacement du canon KwK 37 L/24 par le KwK 40 L/43 à bonne capacité antichar (vitesse initiale de 740 m/s, 91 mm de blindage percé à 500 mètres sous une incidence de 30°) permet de répondre honorablement aux blindés adverses. Le blindage, malgré un renforcement constant de son épaisseur jusqu'à 80 mm en frontal de caisse et tourelle dès juin 1942, reste vertical. Pour se faire une idée du problème, un canon antichar français "47 mm modèle 1937" était susceptible de percer 50 mm de blindage vertical à 500 mètres. Et la situation ne s'améliora pas avec le temps : à partir de 1943, le canon antichar britannique "17 Pounder" était susceptible de percer 120 mm de blindage vertical à 1 000 mètres. Les performances constantes des armes antichars sont susceptibles de mettre constamment à mal le blindage du char allemand, et ce dès le début du conflit. Le Panzer IV parvient cependant à rivaliser grâce à des optiques de tir d'excellente qualité permettant une chance de coup au but de 90 % à 2 000 m. Et en avril 1943, le Panzer IV "H", armé du 7,5-cm KwK 40 L/48, est capable de percer 96 mm de blindage incliné à 30° à 500 mètres, 85 mm à 1 000 m, et encore 64 mm à 2 000 m avec un obus APCBC PzGr.39 (120 mm à 500 m avec un obus APCR PzGr.40)
| Canon             | Munition    | Poids   | Vitesse | 100 m | 500 m | 1000 m | 1500 m | 2000 m |
| ----------------- | ----------- | ------- | ------- | ----- | ----- | ------ | ------ | ------ |
| 75 mm KwK 37 L/24 | K Gr rot Pz | 6.8 kg  | 385 m/s | 41    | 39    | 35     | 33     | 30     |
| 75 mm KwK 37 L/24 | Gr 38 H1/A  | 4.4 kg  | 450 m/s | 70    | 39    | 35     | 33     | 30     |
| 75 mm KwK 37 L/24 | Gr 38 H1/B  | 4.57 kg | 450 m/s | 75    | 39    | 35     | 33     | 30     |
| 75 mm KwK 37 L/24 | Gr 38 H1/C  | 4.8 kg  | 450 m/s | 100   | 39    | 35     | 33     | 30     |
| 75 mm KwK 40 L/43 | PzGr 39     | 6.8 kg  | 740 m/s | 98    | 91    | 82     | 72     | 63     |
| 75 mm KwK 40 L/43 | PzGr 40     | 4.1 kg  | 920 m/s | 126   | 108   | 87     | 69     | -      |
| 75 mm KwK 40 L/48 | PzGr 39     | 6.8 kg  | 790 m/s | 106   | 96    | 85     | 74     | 64     |
| 75 mm KwK 40 L/48 | PzGr 40     | 4.1 kg  | 990 m/s | 143   | 120   | 97     | 77     | -      |

### Campagne de Pologne, bataille de France et Afrique du Nord

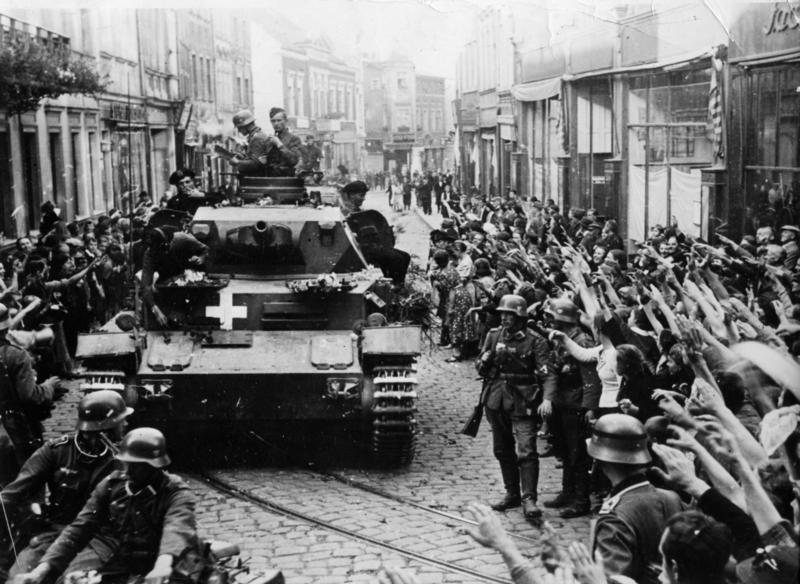
Troupes allemandes et Panzer IV défilant à Grudziądz lors de leur victoire le 4 septembre 1939.

Sur les 211 Panzerkampfwagen IV produits jusqu'au début de la Seconde Guerre mondiale, 198 ont participé à la campagne de Pologne dans le cadre des essais des troupes. Les véhicules restants appartenaient aux écoles de chars, à l'armée de réserve ou étaient sur le point d'être remis au bureau de l'équipement de l'armée. Par conséquent, le Panzer IV n'a joué presque aucun rôle pendant cette campagne. En raison de la supériorité qualitative et quantitative des chars allemands, il n'y a pas eu de pertes élevées - 19 Panzer IV ont été radiés en total. Peu de temps avant la fin de cette campagne, le Panzerkampfwagen IV a été déclaré prêt pour son introduction et son approvisionnement dans les ordonnances de l'armée du 27 septembre 1939 en raison de ses tests.

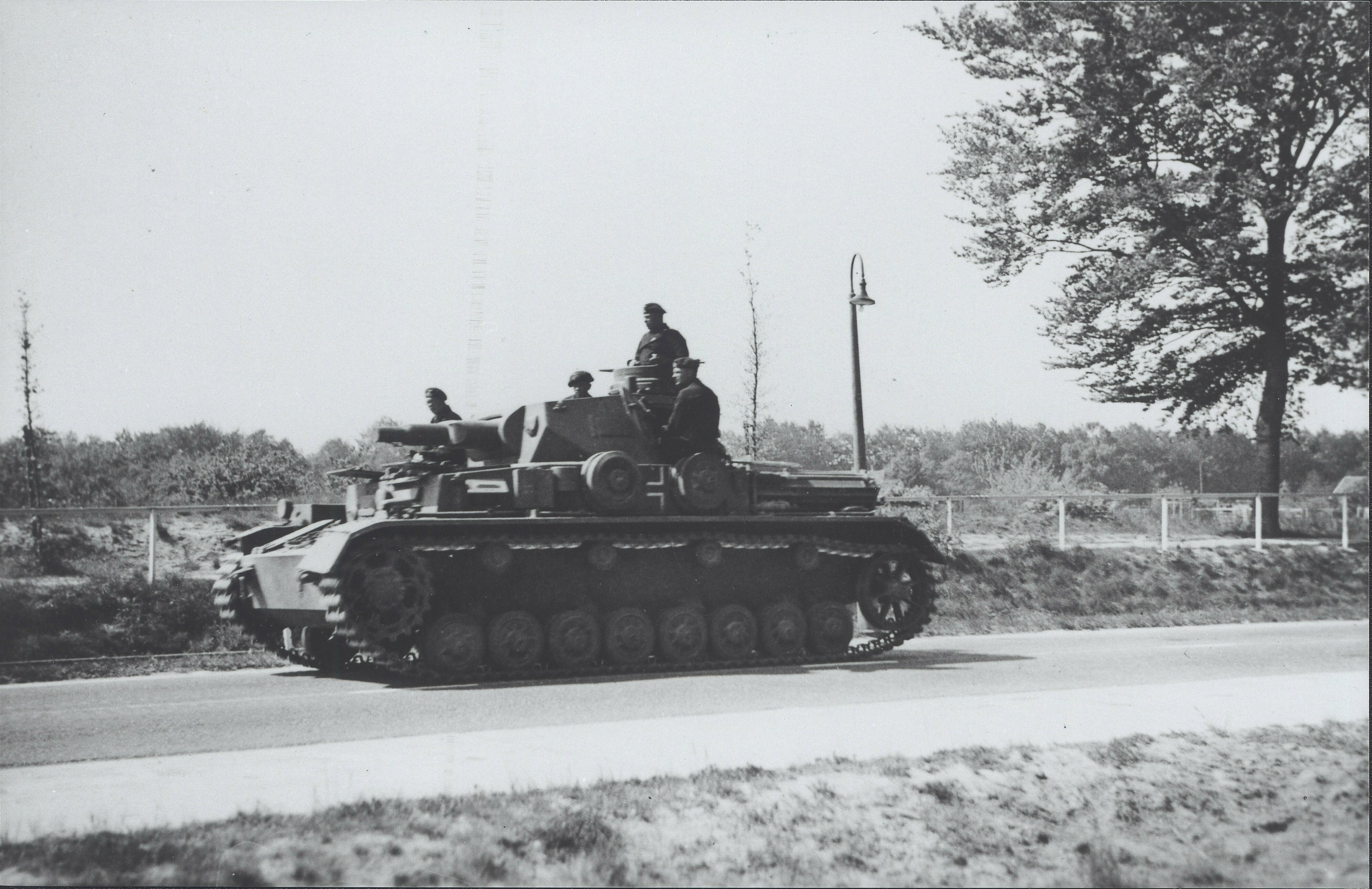
Panzerkampfwagen IV allemand, Ausf. D, de la 9. Panzer Division lors de l'invasion des Pays-Bas en mai 1940, probablement dans la région de Moerdijk.

Les limites du Panzer IV sont apparues pour la première fois lors de la bataille de France. Avec 278 exemplaires, le Panzerkampfwagen IV n'a joué qu'un rôle mineur sur les 2 500 chars engagés. En plus des chars tchèques P35(t) et P38(t) capturés, les chars les plus nombreux étaient de loin les légers Panzer I et Panzer II. Cependant, avec 97 véhicules complètement détruits, le Panzer IV avait le taux de perte le plus élevé de tous les chars allemands. Il s'est avéré qu'en raison d'avancées inhabituellement profondes des formations, le Panzer IV devait souvent assumer la fonction de char de combat principal, pour lequel il n'était pas réellement conçu. Le canon antichar français moderne de 47 mm équipant notamment les chars S35 et B1 pouvait pénétrer le blindage frontal du Panzer IV à partir de 1 500 m. En revanche, l'obus du canon court du Panzer IV ne pouvait pénétrer que 38 mm d'acier à 500 m, alors que les chars français standard R35, H39 et S35 avaient plus de 40 mm de blindage, le Char B1 jusqu'à 60 mm et celui des Matilda Mark I et II utilisés par le Corps expéditionnaire britannique en France était blindé jusqu'à 75 mm d'épaisseur, de sorte que les équipages allemands étaient obligés de manœuvrer à l'écart des chars ennemis dans des opérations parfois coûteuses pour les atteindre par le côté ou par l'arrière. En général, les chars allemands de la campagne de l'Ouest étaient inférieurs à la plupart des modèles ennemis dans une confrontation. Cette campagne n'a pas été décisive du fait de la qualité des chars allemands, mais par le nouveau concept de Blitzkrieg et la direction supérieure des unités, qui étaient entièrement équipées de radios. En raison de la victoire rapide, le Panzer IV avait une aura qui ne justifiait pas par ses capacités réelles.

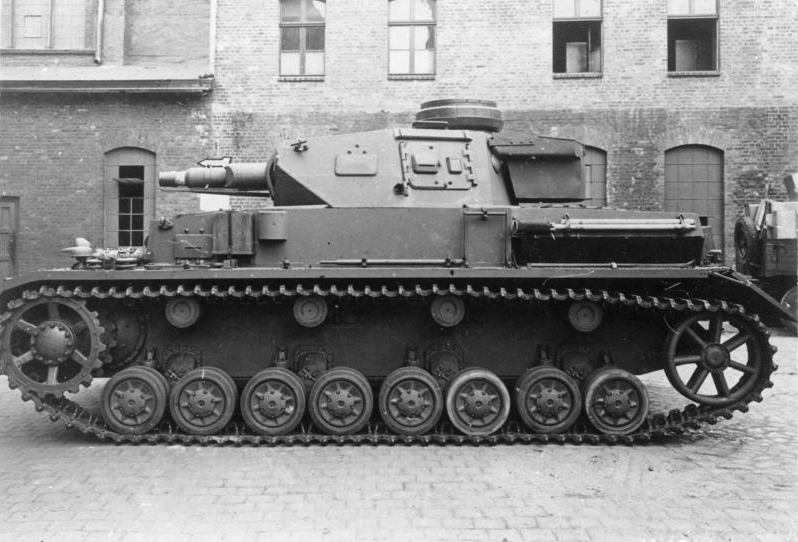
Panzer IV, Ausf. F-1 en 1941

Le Panzerkampfwagen IV a également été utilisé dans la campagne d'Afrique du Nord. Il était égal ou supérieur à la plupart des chars britanniques. Cependant, il n'avait aucune chance contre l'armure allant jusqu'à 80 mm d'épaisseur du lent Matilda Mark II. Seules les versions avec le canon long et le blindage renforcé étaient qualitativement supérieures à tous les chars britanniques, même si seuls quelques modèles F2 furent utilisés en raison des problèmes d'approvisionnement. Étant donné que les batailles devaient se dérouler à longue distance en raison du manque de couverture dans le désert, l'avantage du canon long de 75 mm est avéré. Les Britanniques ont ensuite pu équilibrer la situation avec l'introduction du canon antichar de six livres et du M3 Grant, fournis en grand nombre par les États-Unis, avant de prendre le dessus en raison d'une supériorité numérique massive.

### Front de l'Est

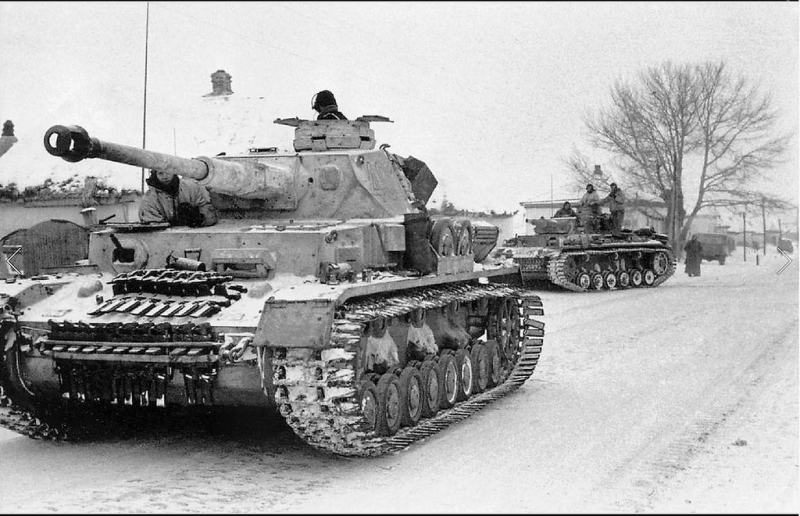
Panzer IV G de la, hiver 1943.

En juin 1941, l'armée comptait au total 572 Panzerkampfwagen IV, dont 41 étaient encore en réparation. 439 Panzer IV ont pris part à l'opération Barbarossa qui a débuté le 22 juin. Il était supérieur à la majeure partie des unités blindées soviétiques, qui se composaient principalement de modèles légers. Cela a fondamentalement changé lorsque de nouveaux modèles plus puissants - mais encore relativement rares - T-34 et KV-1 sont apparus sur le champ de bataille et ont surclassé le Panzer IV. Son canon court était complètement inférieur et avait peu d'effet même à courte portée, tandis que le T-34 était capable de pénétrer l'avant du Panzer IV à une distance de 1 000 m. Par conséquent, les équipages n'avaient d'autre choix que de viser les chenilles par l'avant afin d'immobiliser le char, ou de neutraliser le char ennemi dans un combat rapproché dangereux avec des coups sur les côtés ou à l'arrière. Ce n'est qu'avec l'introduction d'une munition à charge creuse améliorée, qui a été développée à l'été 1940 avec une capacité de pénétration de 40 mm d'abord, puis de 70 mm et enfin de 100 mm, que ces chars ont pu être combattus efficacement, même si en raison de la faible capacité initiale la vitesse des projectiles due au canon court et à la trajectoire très incurvée qui en résulte rendait difficile la visée au-delà de 500 m. En raison de la perte de batailles et de l'usure des longues distances parcourues sur les terrains pour la plupart infranchissable, les formations avaient perdu jusqu'à 50 % des Panzer IV à la mi-juillet, dont la plupart ne pouvaient être réparés. À la fin de l'année, les pertes totales de Panzer IV sur tous les théâtres de guerre s'élevaient à 378 unités, représentant plus de 66 % de l'inventaire de juin.
Ce n'est qu'avec le canon long 7,5 cm Kwk L/43 introduit en 1942 que tous les chars ennemis pouvaient être combattus efficacement. Maintenant, il avait finalement troqué son rôle de char de soutien pour celui de char de combat principal. Bien qu'à partir de 1943 avec les versions améliorées, la fin de son évolutivité soit enfin atteinte et qu'il ne puisse plus être question que de maintenir l'efficacité au combat, il était toujours considéré comme un véhicule puissant. Le nouveau KwK de 7,5 cm avec ses longueurs de calibre 48 était supérieur à tous les chars ennemis de 1943. Cependant, cet avantage tactique était de plus en plus relativisé par la majorité parfois énorme des chars soviétiques.

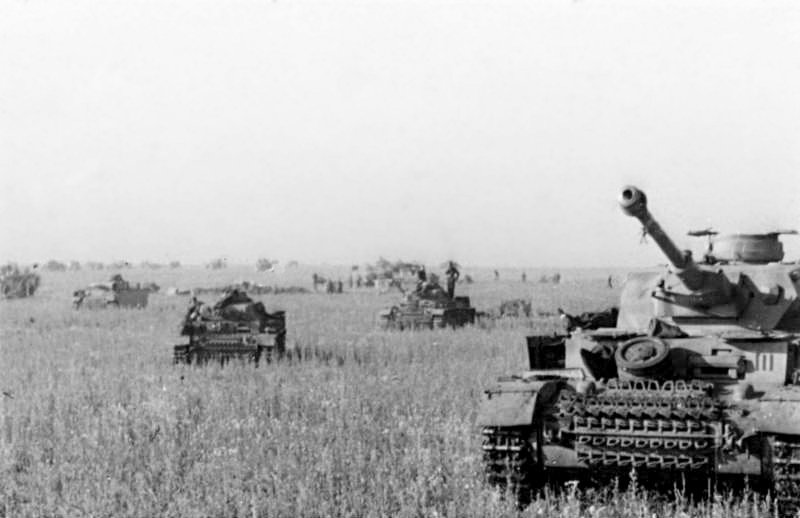
Russie, concentration de Panzer IV au début de la Bataille de Koursk

La majeure partie des unités blindées de la dernière grande offensive allemande sur le front de l'Est pendant la bataille de Koursk  consistait en des Panzer IV améliorés avec un blindage frontal allant jusqu'à 80 mm et le long canon de 7,5 cm avec des longueurs de 48 calibres. Le porteur de l'opération n'était donc pas les nouveaux Panther ou Tiger, dans lesquels Hitler avait placé tous ses espoirs, mais le Panzer IV. Et ce sont donc ces véhicules de combat qui, au cours de la bataille, ont vaincu les formations de chars soviétiques équipées de T-34 et ont infligé les pertes les plus lourdes. Cependant, avec la prolifération du nouveau T-34/85 tout au long de 1944, le Panzer IV a perdu la plupart de ses avantages par rapport aux types de chars moyens soviétiques de première ligne.

### Fin de la guerre
Au cours du débarquement de Normandie, le Panzer IV rencontra pour la première fois un plus grand nombre de M4 Sherman, après avoir combattu contre eux à la fin de la campagne d'Afrique du Nord. Au départ, le Panzer IV les surclassait toujours car il combattait défensivement en assez grand nombre à partir de positions bien repérées et camouflées. Seuls quelques modèles de chars alliés pouvaient le combattre à  longue distance. Son arme principale était de loin supérieure au canon de 75 mm du Sherman. En termes de puissance de feu, les Alliés ont égalisé avec le canon britannique de 17 livres, qui a été utilisé dans le Sherman Firefly et le 17pdr SP Achilles, entre autres. Même si le Panzer IV était un véhicule puissant et supérieur à la version standard du Sherman, il n'avait aucune chance en termes d'effectifs, d'autant plus que la supériorité aérienne totale alliée rendait le mouvement de toutes les unités de chars allemands de jour presque impossible.
Le Panzerkampfwagen IV a été constamment utilisé depuis le début de la guerre jusqu'à la capitulation en mai 1945. Les pertes totales subies sur tous les fronts tout au long de la guerre peuvent être quantifiées comme suit, la plupart des véhicules du front de l'Est étant détruits :
| Pertes totales du Panzerkampfwagen IV du début de la guerre à janvier 1945 |      |      |      |      |       |       |           |       |
| Année                                                                      | 1939 | 1940 | 1941 | 1942 | 1943  | 1944  | Jan. 1945 | Total |
| Pertes                                                                     | 19   | 97   | 378  | ≈500 | ≈2350 | ≈2600 | ≈290      | ≈6250 |
| Production                                                                 | 174  | 386  | 769  | 964  | 3774  | 1758  | 99        | 8519  |

Des pertes remarquablement élevées se sont produites à la fin de la bataille de Stalingrad et en juillet 1944, lorsque la Wehrmacht a subi la plus grande défaite de l'histoire militaire allemande de l'opération Bagration. Au cours des deux premiers mois de 1943 environ 450 ont été perdus, et rien qu'en juillet 1944 environ 420 Panzer IV ont été signalés perdus. En revanche, les pertes en juillet 1943 avec environ 290 et le mois suivant avec environ 280 Panzer IV détruits n'étaient pas inhabituellement élevées au moment de la bataille de Koursk.

## Caractéristiques

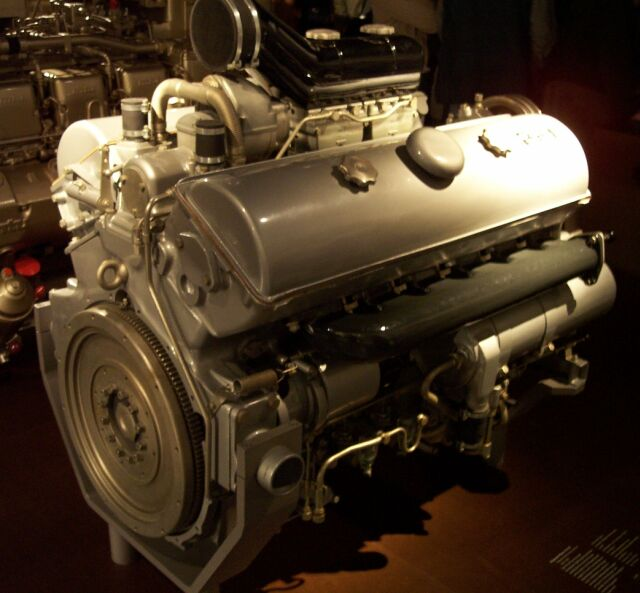
Moteur Maybach 12 cyl. HL 120

Le blindage du Panzer IV Ausf. « A » était très faible avec un maximum de 14,5 mm d'épaisseur (16 mm en frontal de tourelle), pour un poids total du véhicule de 18 tonnes. Cela semblait suffisant pour l'époque, mais dès la série « B » l'épaisseur fut portée à 30 mm en frontal de tourelle et de caisse, la masse de l'engin passant alors à 18,5 tonnes. Sur le modèle « J » d'avril 1944, le blindage en frontal tourelle sera de 50 mm, et de 80 mm en frontal caisse, pour une masse de 25 tonnes.
L'agencement interne comprenait cinq hommes : le pilote et un radio-mitrailleur en caisse, le chef de véhicule, le tireur et le pourvoyeur en tourelle. L'armement se composait du canon de 75 mm KwK 37 L/24, approvisionné avec 122 obus de 12 à 15 kg sur le « A », 80 du « B » au « F », 87 du « F2 » au « J ». Une mitrailleuse MG-34 se trouvait en caisse (excepté sur le « B » et le « D »), une autre en tourelle.
Le moteur était un Maybach HL 108 TR de 250 ch pour le « A », HL 120 TR ou TRM de 300 ch pour les autres modèles, donnant une vitesse de 32,4 km/h sur route pour le « A » (10 km/h en tout-terrain), 42 km/h du « B » au « G » (20 km/h en tout-terrain), 38 km/h pour les « H » et « J » (20 km/h en tout-terrain). L'autonomie avoisinait les 200 km sur route et 130 km en tout-terrain pour tous les modèles.
La suspension se composait de huit roues de route indépendantes, et de quatre galets de retour (trois pour le « J »). Les chenilles se composaient de 99 patins, avaient une largeur de 38 cm, et à partir de 1942 pouvaient être échangées contre des « Winterketten » plus larges, étudiées pour une utilisation dans la boue ou la neige.

## Conclusion
Le Panzer IV était fiable, de faible coût, de puissance de feu honorable, souple dans ses déplacements. Mais son blindage vertical était un réel problème, malgré l'augmentation constante de son épaisseur : il fut toujours susceptible d'être percé à des distances importantes par les canons antichars alliés. Bien que doté de canons performants, le Panzer IV était très vulnérable.
Dès 1943, on peut considérer que ce blindé était obsolète, dépassé par les nouveaux blindés soviétiques tels les SU-152, KV-85, et plus encore en 1944 par les T-34/85 et IS-2, les blindés américains M4 Sherman armés de canons de 76 mm, ainsi que les M-26 Pershing. Il continua cependant à être utilisé jusqu'au dernier jour de la guerre en Europe, à défaut d'aligner en nombre des chars plus performants.
Il fut encore employé pendant deux décennies après la fin de la Seconde Guerre mondiale, à défaut de mieux dans certaines armées.

## Versions

### PzKpfW IV Ausf. A

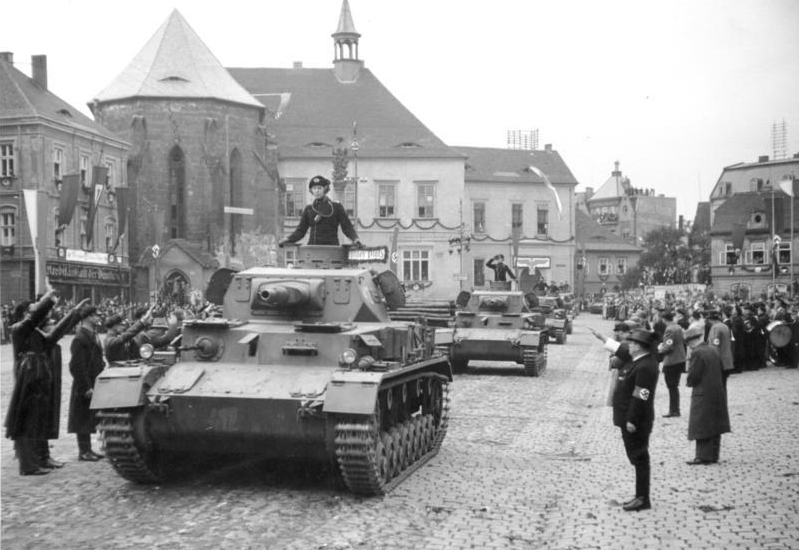
PzKpfW IV Ausf. A en octobre 1938.

Les contrats pour l'assemblage de 35 blindés « 1.Serie/B.W. » — numéro de caisse Fgst.Nr. 80101 à 80135 — complets avec des tourelles opérationnelles ont été attribués à Krupp-Grusonwerk en décembre 1936. Bien que l'apparence soit assez similaire à celle de son prédécesseur, le « B.W.I » avec une suspension à huit roues motrices, presque tous les éléments ont été modifiés lors de la conception du « l./B.W. » à l'exception de sept composants internes. Un moteur Maybach HL 108 TR plus puissant, d'une puissance de 230 chevaux à 2 600 tr/min, a été installé, le moteur propulse le véhicule à 32,4 km/h — 20 km/h sur route et 10 km/h hors route —. La puissance était transférée via un embrayage à sec à trois disques (recouvert d'amiante), une transmission Zahnradfabrik SFG 75 (synchronisée à 5 vitesses, couple de 75 mkg), un mécanisme de direction différentiel Wilson et des entraînements finaux vers le pignon d'entraînement à 18 dents propulsant les chenilles de chaque côté,.  
Des orifices à l'arrière de la tourelle et des supports de piédestal sur l'anneau de la tourelle permettaient de tirer avec une MG.34 par l'arrière de la tourelle. Les résidus de gaz de tirs étaient évacués de la tourelle en ouvrant le volet de ventilation à charnière sur le toit de la tourelle, devant la coupole du commandant et en ouvrant légèrement les trappes latérales, sécurisées par des loquets à fourche,.
Le blindage de 5 à 14,5 mm d'épaisseur, fabriqué à partir de tôles laminées homogènes et sans nickel d'une dureté de 153 ± 5 kg/mm2 (de 435 à 465 dans l'échelle de dureté Brinell), assurait une protection contre les balles perforantes de 7,92 mm. Toutes les visières du Pz.Kpfw.IV Ausf.A ont été reprises du Pz.Kpfw.II Ausf.A et la coupole du commandant a été reprise du Pz.Kpfw.Ill Ausf.B. Les blocs de verre de 12 mm d'épaisseur montés derrière les fentes de vision ne protégeaient que contre les projections de balles, et non contre les balles pénétrant dans les fentes,.
Le 30 novembre 1937, les deux premiers Pz.Kpfw.IV Ausf.A entièrement opérationnels furent acceptés par les inspecteurs du Waffenamt. Les derniers de la série de 35 furent achevés et acceptés en juin 1938. Les principaux changements survenus au cours de la production comprenaient : la réduction de la réserve d'obus, passant de 140 à 122 en décembre 1937, l'abandon du support externe pivotant de la mitrailleuse antiaérienne en février 1938 et l'achèvement des cinq derniers Ausf.A avec des caisses blindées Ausf.B en mai-juin 1938. Les cinq Pz.Kpfw.IV Ausf.A avaient donc des caisses blindées avec des plaques frontales de 30 mm d'épaisseur,.
D'autres changements furent apportés après la production : le montage d'un Nebelkerzenabwurfvorrichtung (support de décharge de grenade fumigène) à l'arrière de la caisse à partir d'août 1938, le montage de feux Notek avant et arrière sur les garde-boues de gauche à partir du printemps 1940 et le montage d'une boîte de rangement pour les bagages de l'équipage à l'arrière de la tourelle à partir de mars 1941,.
En 1937, son appellation change et passe de Geschütz-Panzerwagen à Panzerkampfwagen (véhicule blindé de combat) ou PzKpfw (véhicule blindé de combat). Le Panzer IV a été rebaptisé Vs Kfz 622, qui était à l'origine destinée au Panzer II armé d'un canon de 20 mm,.
Le Panzer IV était plus efficace contre l'infanterie que le Panzer III grâce à son canon de 75 mm KwK37 L/24 qui était court et à faible vélocité. Son armement était conçu principalement pour l'appui rapproché. Ses munitions se composaient donc de 65 % d'obus explosifs (Sprgr. 34), de 25 % d'obus perforants (Gr. 38 et K.Gr. Rot Pz) et de 10 % d'obus fumigènes (Nbgr. Kw. K.). Cependant, sa capacité à perforer les blindages était assez faible en raison de la faible vitesse initiale Le KwK L/24 de 75 mm ne pouvait atteindre que 400 m/s contrairement au KwK L/36 de 37 mm qui pouvait atteindre une vitesse initiale de 745 m/s, ce canon équipait divers Panzer III. Le KwK L/24 était mis à feu électriquement avec une culasse semi-automatique,.

### PzKpfW IV Ausf. B
Une commande d’une version améliorée du Panzer IV est passée à Krupp en octobre 1937. Cette version B compte 42 exemplaires portant les numéros de coque 80201 à 80242 et sa production se déroule entre mai et octobre 1938.
La principale amélioration consiste en l’augmentation du blindage frontal à 30 mm afin de lui permettre de résister aux projectiles perforants de 20 mm. La coupole du chef de char est également modifiée pour être mieux protégée, tant sur sa partie en acier que sur les blocs de vision. Toutefois, afin de compenser la hausse de la masse du véhicule, il est nécessaire de supprimer la mitrailleuse de proue et de réduire le nombre d’obus embarqués à 80. Le moteur est également remplacé par un autre modèle plus puissant, le Maybach HL 120 TR développant 285 ch à 2 800 tr/min, de même que la transmission laisse place à une boîte SSG 76 à six rapports. Ces améliorations permettent de faire passer la vitesse maximale sur route à 42 km/h, l’usage la limitant toutefois généralement à 25 km/h.

### PzKpfW IV Ausf. C

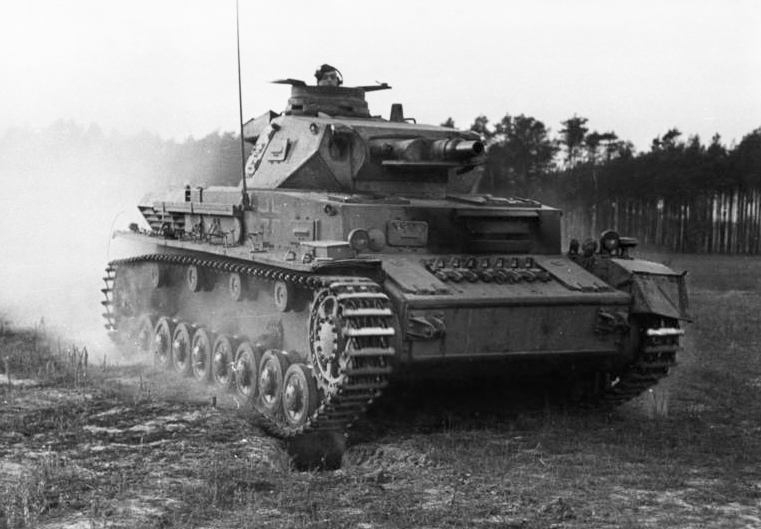
PzKpfW Ausf. C en octobre 1943.

Une troisième version est commandée à Krupp en octobre 1937 en raison des retards de conception d’un nouveau châssis haute performance. Les 440 exemplaires commandés portent les numéros de coque 80301 à 80440 et sont produits entre octobre 1938 et août 1939. Six châssis sont cependant prélevés pour être transformés en poseur de ponts.
En début de production, cette version C est presque identique à la version B, dont elle se distingue principalement par le blindage du canon de la mitrailleuse coaxiale. Quelques modifications sont effectuées en cours de production, la principale étant le remplacement du moteur à partir du numéro 80340 par une version améliorée, le Maybach HL 120 TRM, plus fiable que son prédécesseur.

### PzKpfW IV Ausf. D

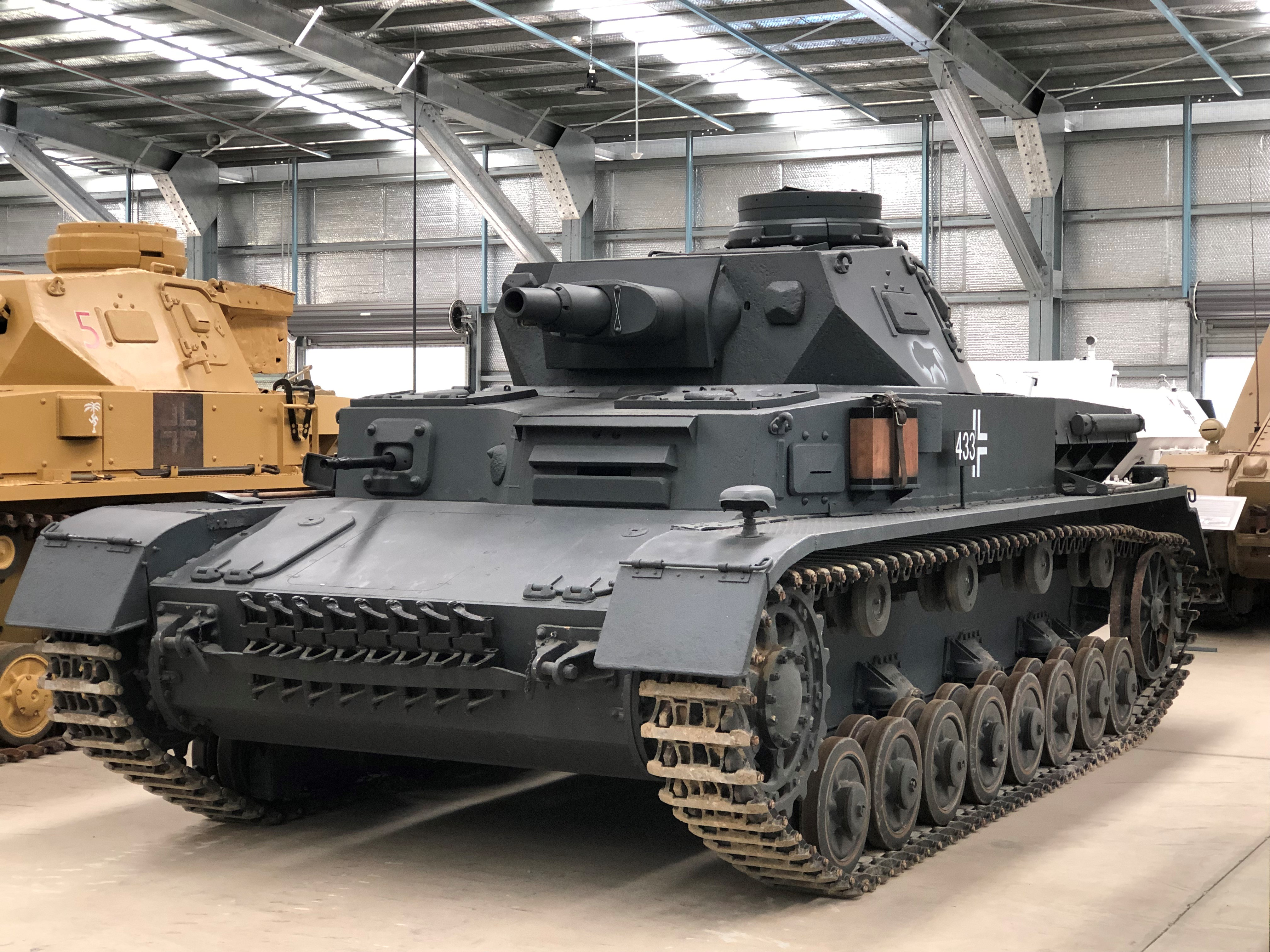
PzKpfW IV Ausf. D

La version D est composée de deux séries désignées par Krupp 4.Serie B./W. et 5.Serie B./W., mais les deux sont identiques et ont le même nom dans l’armée, Panzerkampfwagen IV Ausführung D. L’existence des deux séries est liée au fait que deux contrats ont été passés à l’entreprise, le premier de 200 exemplaires en juillet 1938 et le second de 48 exemplaires en novembre 1938. Ce dernier est initialement destiné à équiper la SS, mais les véhicules vont finalement aux unités régulières. La production se déroule entre octobre 1939 et octobre 1940, mais seize des châssis commandés sont prélevés sur la chaîne pour en faire des poseur de ponts.
La version D voit une augmentation considérable du blindage, qui est porté à 20 mm sur les côtés et l’arrière, tandis que le mantelet et les parties verticales de l’avant de la caisse sont doublées à partir de juillet 1940 par une plaque de 30 mm portant l’épaisseur totale à 60 mm. L’armement est également augmenté avec le retour de la mitrailleuse de proue. Bien que cela ait eu pour conséquence d’augmenter la masse d’1,5 t, la mobilité ne semble pas en avoir été affectée.

### PzKpfW IV Ausf. E
La sixième série est commandée en juillet 1939. Le contrat porte initialement sur 223 exemplaires, réduit à 206 en mars 1941. La production débute en octobre 1940 et s’achève en avril 1941. Seuls 200 exemplaires deviennent effectivement des chars, quatre châssis étant convertis en poseur de ponts et deux étant employés à des fins expérimentales.
La version E est identique à la version D en dehors de quelques détails comme l’installation d’un extracteur de fumée sur le toit de tourelle. En théorie, le blindage frontal aurait dû être augmenté par une plaque supplémentaire de 30 mm, comme sur la version D, mais en pratique un grand nombre de chars sont livrés aux unités sans ces plaques en raison des difficultés d’approvisionnement et elles sont ajoutées ultérieurement sur ces véhicules au fur et à mesure des livraisons. Une dizaine d’exemplaires ont également été modifiés pour le combat en Afrique du Nord et les véhicules produits à partir de mars 1941 disposent d’un panier de tourelle.

### PzKpfW IV Ausf. F

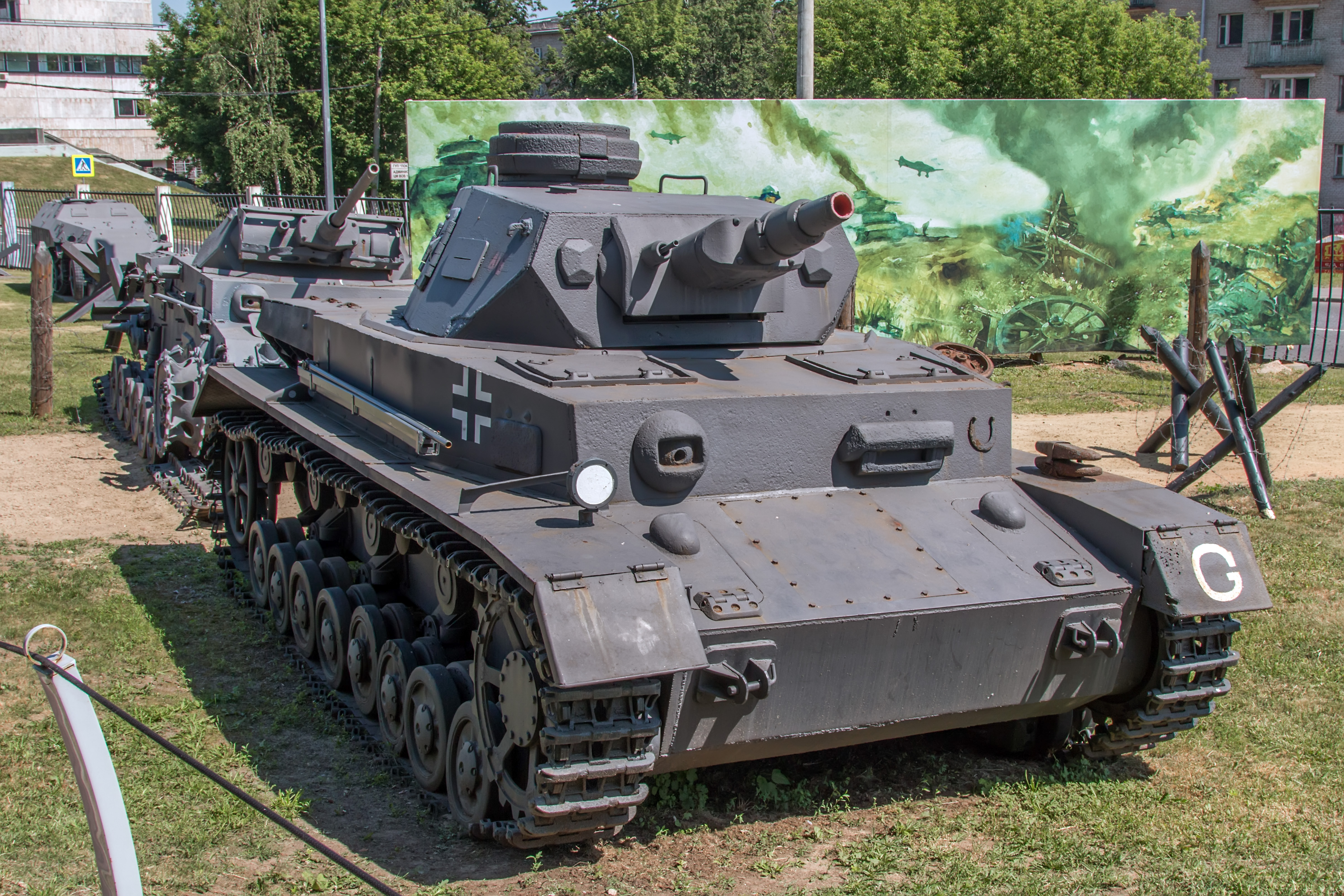
PzKpfw IV Ausf. F

Dans un premier temps, seuls 128 exemplaires de la septième série sont commandés en décembre 1938, mais le contrat est augmenté à 500 exemplaires en novembre 1939, puis à 800 en janvier 1941. Toutefois, avant que la production arrive à son terme la décision est prise au début de l’année 1942 de changer l’armement principal. S’ensuit un moment de flottement dans la dénomination : après quelques mois pendant lesquels les exemplaires ayant l’ancien armement sont appelés F1 et ceux avec le nouveau F2, il est décidé le 1er juillet que les F1 restent simplement la version F, tandis que les F2 deviennent la version G.
Alors que le blindage des versions D et E avait été augmenté par l’adjonction de plaques de blindage supplémentaires, les Allemands augmentent directement sur la version F l’épaisseur des plaques constituant la caisse, éliminant ainsi le besoin de recourir à un blindage appliqué en surplus. L’épaisseur résultante est toutefois inférieure, avec 50 mm à l’avant et 30 mm sur les côtés. Afin de mieux résister aux contraintes causées par la masse supérieure, le train de roulement fait également l’objet d’améliorations.

### PzKpfW IV Ausf. G

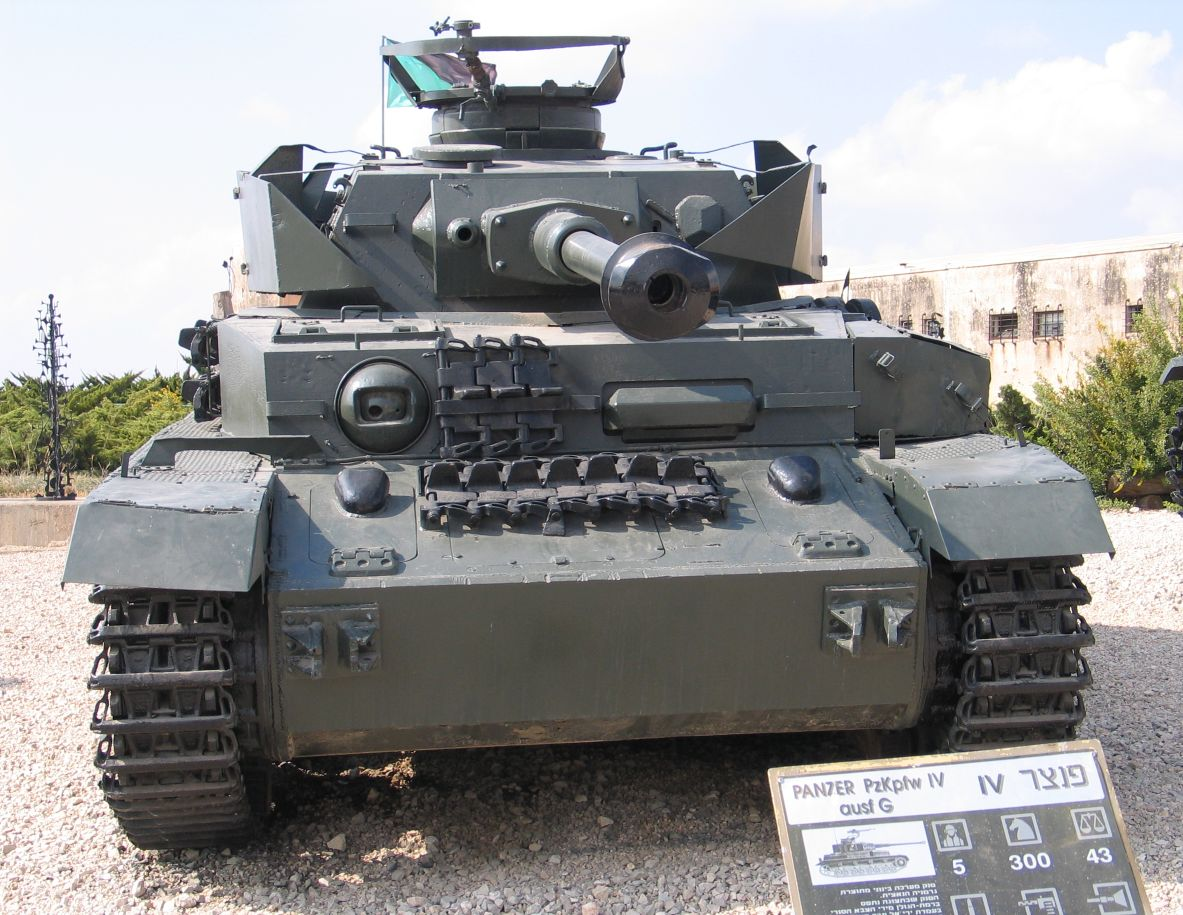
PzKpfW IV Ausf. G

D’abord appelé Panzerkampfwagen IV Ausführung F2, cette version est renommée Panzerkampfwagen IV Ausführung G le 1er juillet 1942. Elle couvre les exemplaires produit à la fin de la septième série et une huitième série de 1 400 unités commandée en février 1942.
La principale différence entre la version F et G est l’armement principal. L’ancien canon est en effet remplacé par un canon de même calibre, mais au tube plus long, le 7,5-cm KwK 40 L/43, qui tire ainsi plus précisément des projectiles à plus haute vélocité. À partir de février 1943 est introduit le canon 7,5-cm KwK 40 L/48, similaire mais avec un tube plus long. Le blindage est augmenté à la même période, d’abord par l’ajout de plaques supplémentaires de 30 mm à l’avant, puis par l’ajout de jupes blindés, les Schürtzen.

### PzKpfW IV Ausf. H
La neuvième série est commandée en décembre 1942 et la production débute en mai 1943. Environ 2 300 exemplaires ont été produits.
La version H aurait dû comporter un grand nombre d’innovations, dont une nouvelle tourelle, une nouvelle conception du blindage pour le rendre incliné ou encore un nouveau train de roulement. La majeure partie de ces nouveautés doit toutefois être abandonnée en février 1943, car elles augmentent trop la masse d’un char dépassant déjà de plusieurs tonnes celle pour laquelle il a été conçu. De fait, les seules différences notables en début de production avec la version G sont la transmission finale renforcée et le blindage plus épais du toit de tourelle. Le blindage est modifié en cours de production avec le remplacement des plaques superposées à l’avant par une seule plaque de 80 mm d’épaisseur.

### PzKpfW IV Ausf. J

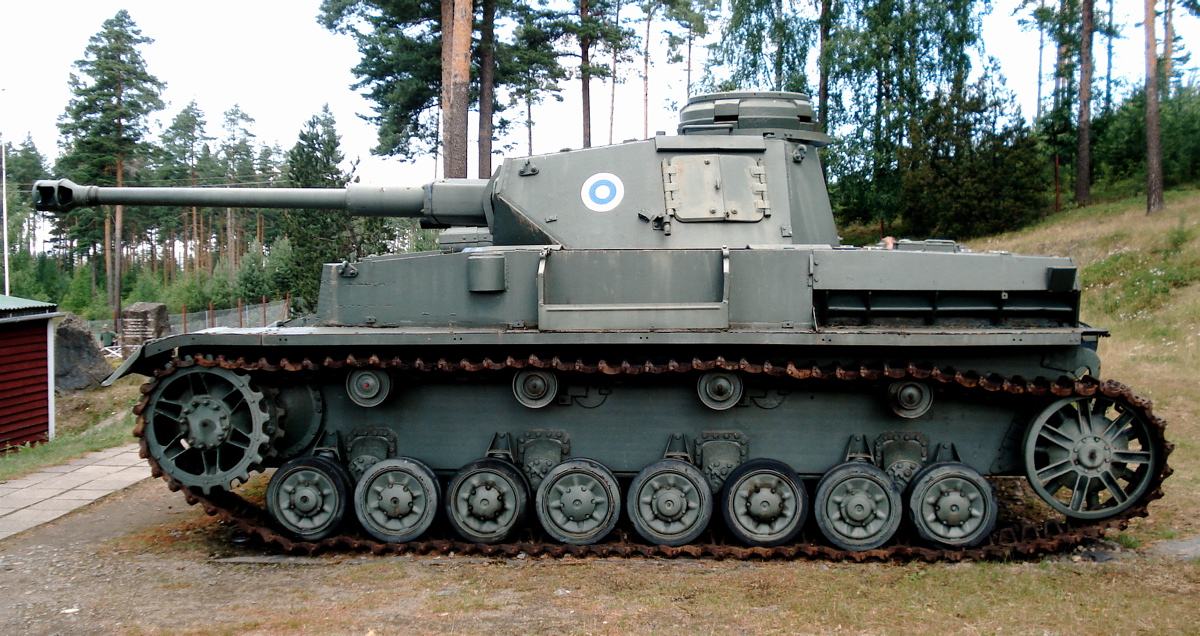
PzKpfW IV Ausf. J.

PzKpfW IV Ausf. J (juin 1944 : 1 758 exemplaires) : due aux ressources limitées et de l'état de l'industrie allemande en plus des lourdes pertes due aux larges offensives des forces Alliées et Soviétique, le modèle J est une version largement simplifiée des variantes précédentes. Les changements notables sont le changement du pot d'échappement, l'ajout d'un réservoir de carburant, les galets-porteurs étant réduit à 3 au lieu de 4 et surtout, le retrait du contrôle électrique de la tourelle, forçant le tireur a utiliser uniquement le contrôle manuel qui est bien plus lent.

## Variantes

### Chasseurs de chars

#### 10,5 cm K18 auf Panzer-Selbstfahrlafette IVa

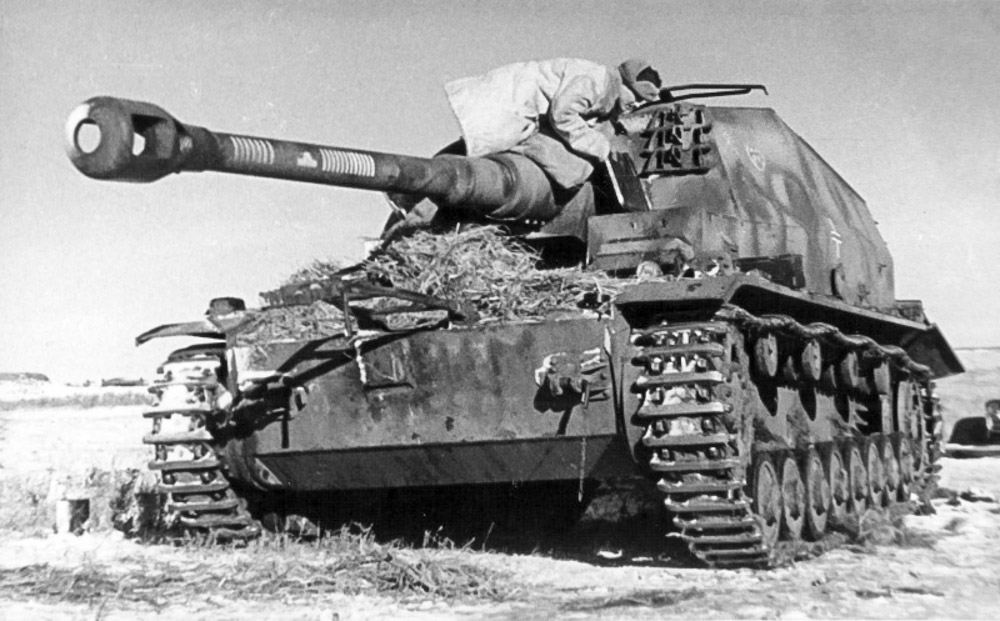
10.5 cm K. gepanzerte Selbstfahrlafette IVa (Dicker max) en 1943.

Le 26 mai 1941, Hitler ordonne la création d'un véhicule armé du nouveau canon de 105 mm K18 de Krupp (en), dans la perspective d'affronter les fortifications et les futurs chars lourds britanniques et américains. Un premier prototype est construit au printemps 1941 et présenté à Hitler le 31 mars 1941. Un second prototype est construit par la suite, mais aucune production en série n'est lancée. Les deux véhicules sont dans un premier temps assignés au Panzerjäger Abteilung 521 afin d’être employé pour l'attaque de Gibraltar dans le cadre de l'opération Felix, mais ils ne sont pas utilisés et sont transférés par la suite dans la 3. Panzer-Division après l’invasion de la Russie. L’un des prototypes est détruit au combat et le second renvoyé en Allemagne en octobre 1941, sans que son destin ultérieur soit connu.

#### Sturmgeschütz IV

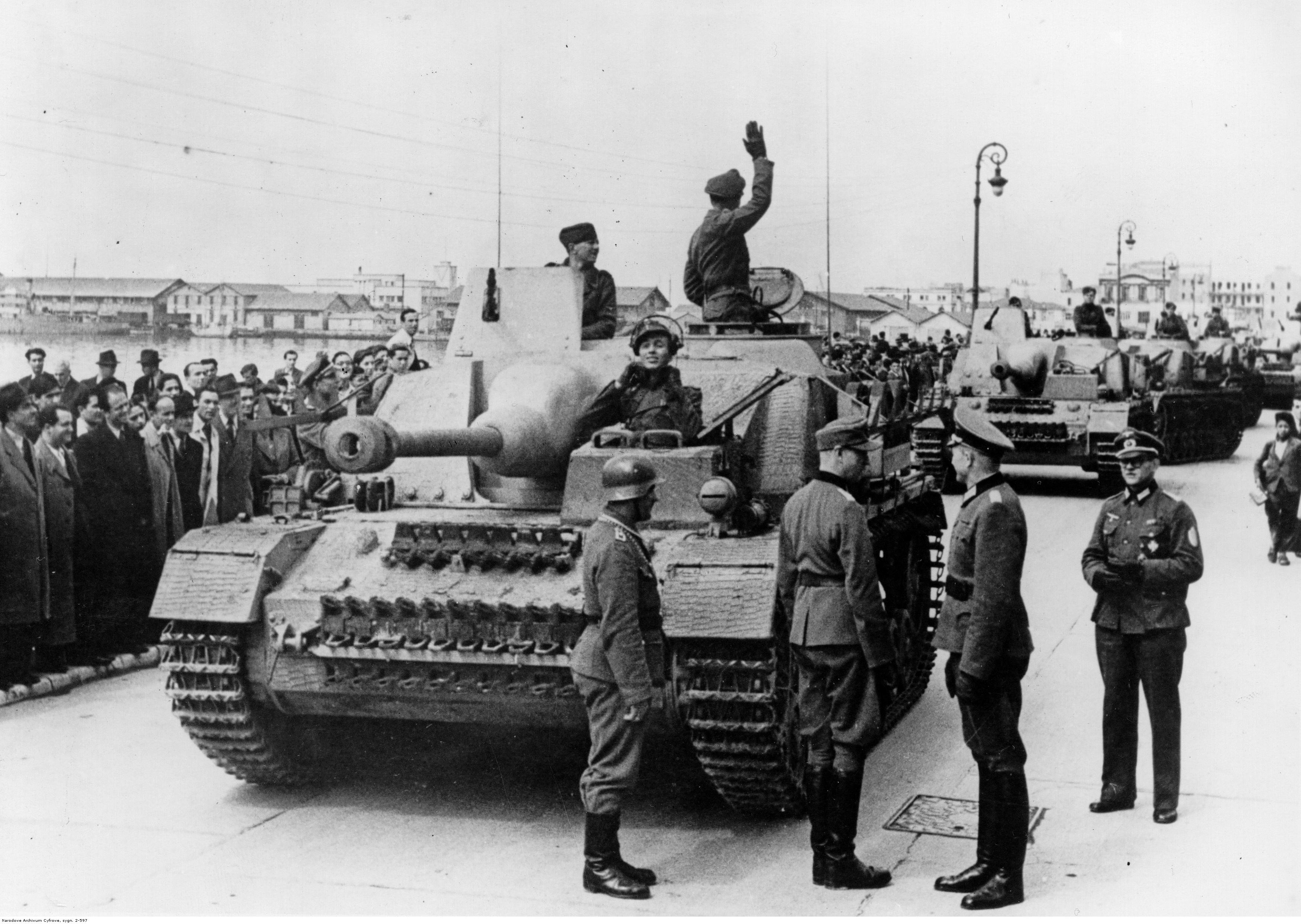
Sturmgeschütz IV à Salonique, avril 1944.

Le Sturmgeschütz IV est un canon chasseur de char armé d'un canon de 75 mm L/48 produit à partir de mai 1943 à environ 1 100 exemplaires.

#### Jagdpanzer IV

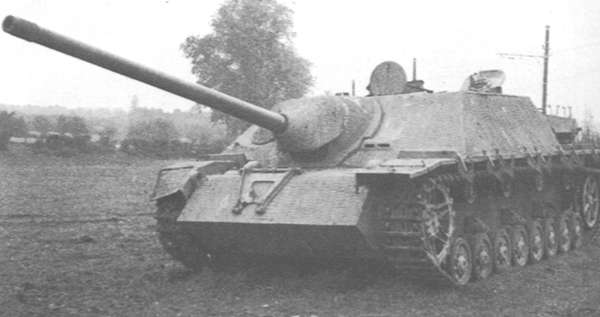
Jagdpanzer IV avec le canon PaK 42 L/70

Le Jagdpanzer IV est un chasseur de chars armé d'un canon de 75 mm PaK 39 L/48 (769 exemplaires produits en 1944 sur châssis de Panzer IV Ausf. F) puis d'un canon de 75 mm PaK 42 L/70 (entre 1944 et 1945, 930 exemplaires en 1944 et 1945, sur châssis de Panzer IV Ausf. H puis 278 exemplaires sur châssis de Panzer IV Ausf. J non modifié).

### Chars de défense aérienne

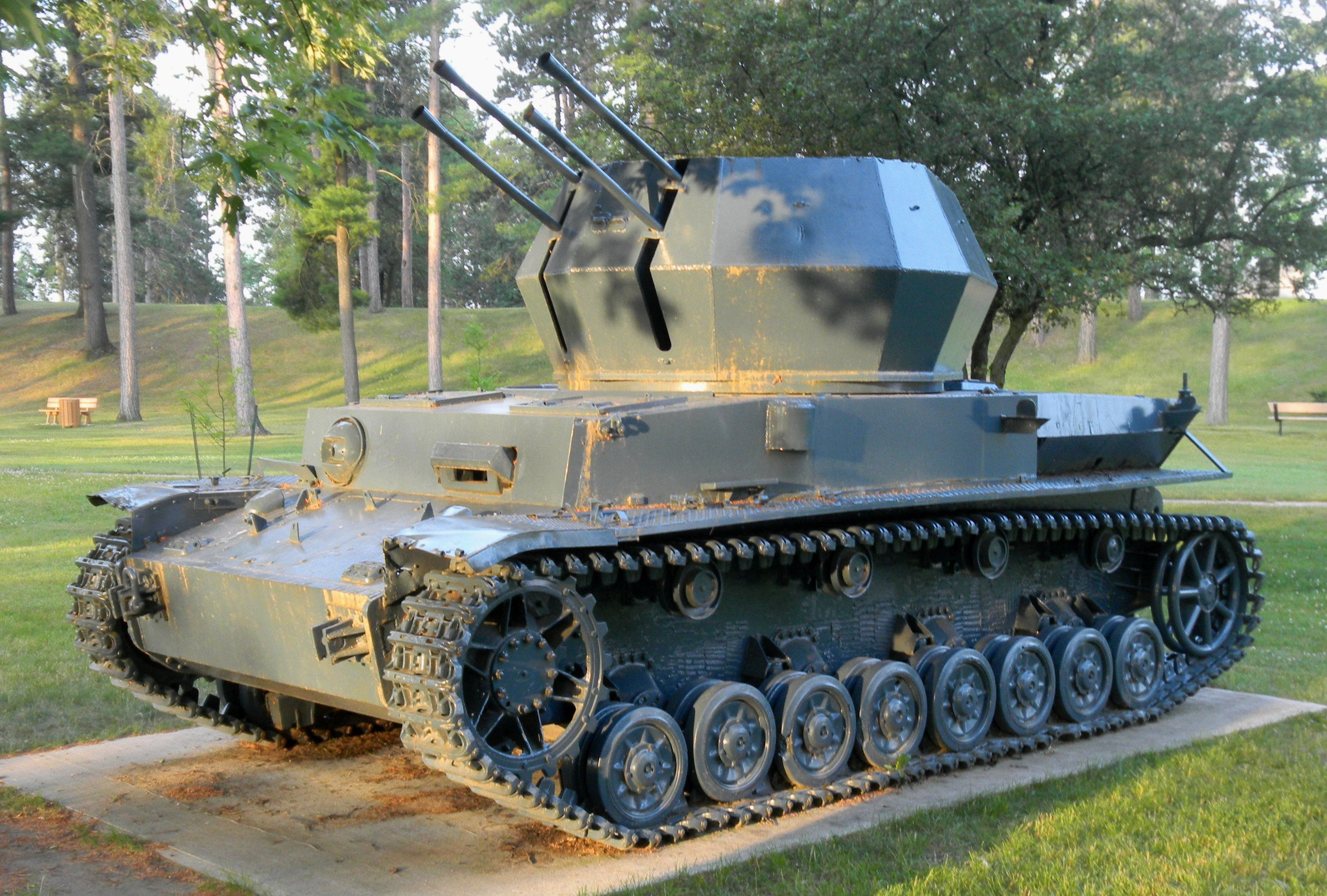
Wirbelwind

- Möbelwagen (240 exemplaires en 1944) : canon de 37 mm antiaérien monté sur un châssis de PzKpfW IV sans tourelle.
- Wirbelwind (140 exemplaires) : canon quadruple de 20 mm antiaérien monté sur un châssis de PzKpfW IV dans une tourelle ouverte à rotation complète.
- Ostwind (40 exemplaires) : canon de 37 mm antiaérien monté sur un châssis de PzKpfW IV, dans une tourelle ouverte à rotation complète.
- Kugelblitz (5 exemplaires en 1945) : deux canons de 30 mm antiaérien monté sur un châssis de PzKpfW IV, dans une tourelle à rotation complète et fermée.

### Artillerie automotrice

#### Sturmpanzer IV

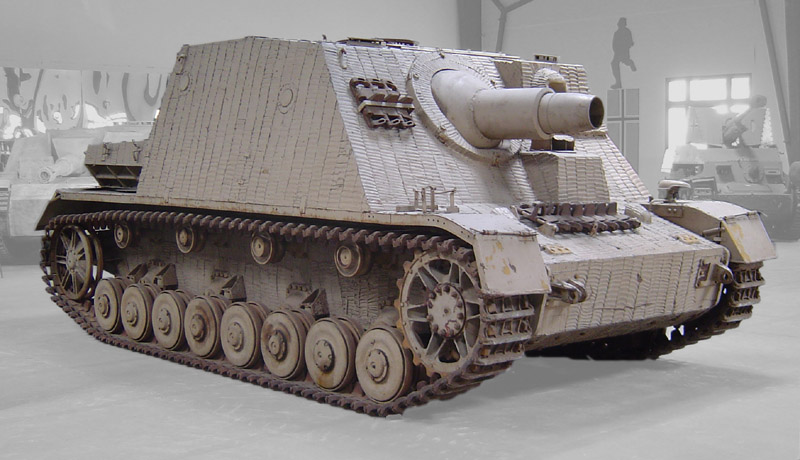
Sturmpanzer IV Brummbär

Le Sturmpanzer IV (Brummbär) est un canon d'assaut armé avec un obusier d'infanterie SIG-33 de 150 mm sur un châssis de Panzer IV Ausf. E ou F produit de mars 1943 à avril 1945 (306 exemplaires).

#### Hummel

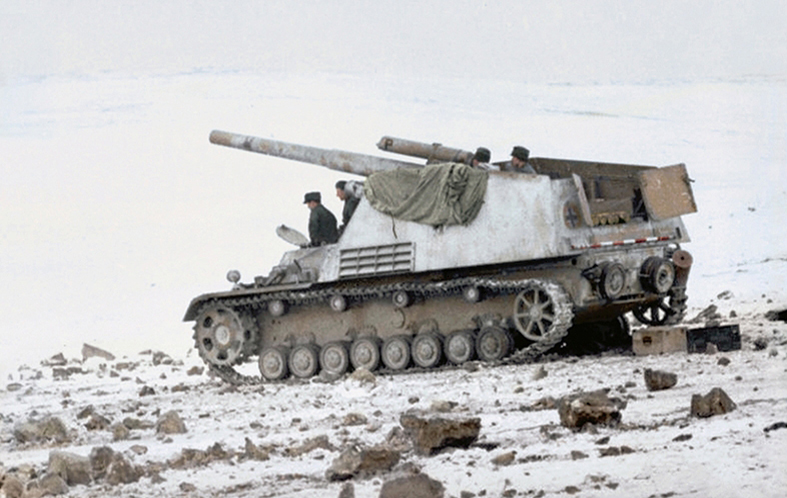
Panzerhaubitze "Hummel" en Russie, janvier 1944

Le Hummel est un obusier (sFH 18 L/30 de 150 mm) automoteur, produit de novembre 1942 à juillet 1944 (166 exemplaires).

#### Nashorn

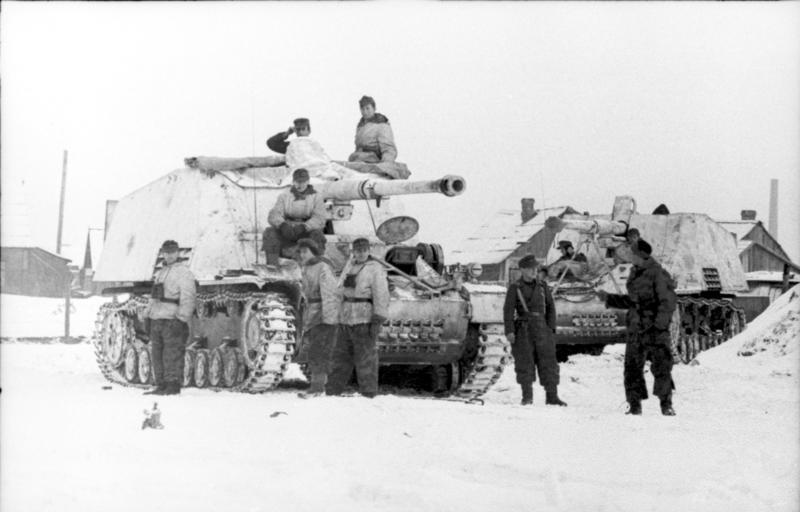
Jagdpanzer Nashorn-Hornisse en Russie, mars 1944

Le Nashorn est un chasseur de chars armé d'un canon de DCA de 88 mm PaK 43 L/71 identique à celui du char Tigre II, produit à 494 exemplaires de 1943 à 1945.

#### Heuschrecke 10

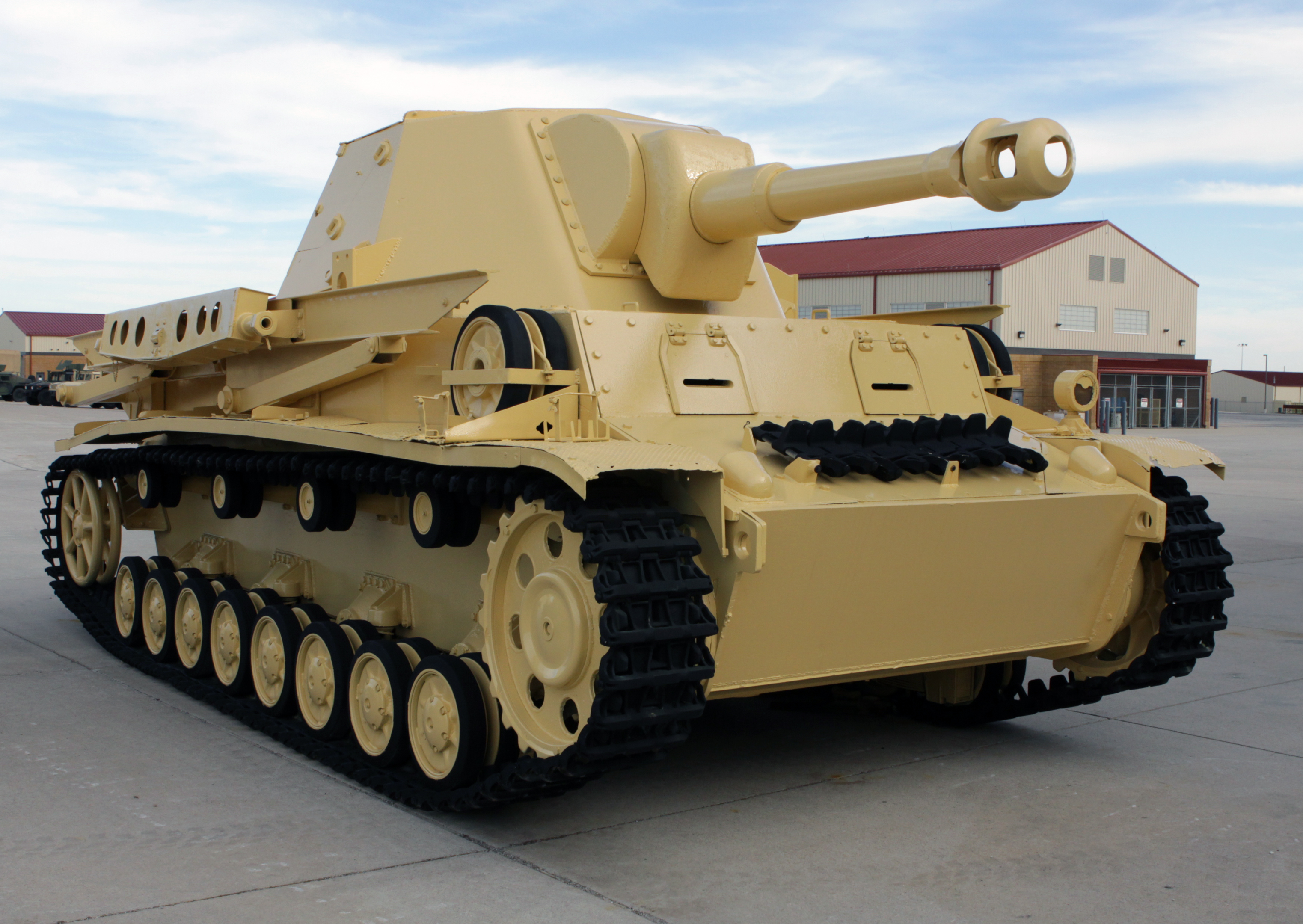
Heuschrecke 10

Le 105 mm le.FH.18/1 (Sf) auf Geschützwagen IVb (SdKfz 165/1) est un projet de pièce d'artillerie autopropulsée sur châssis chenillé proposé par Krupp, produit à 10 exemplaires de présérie courant 1942. La caisse de Pzkw IV est modifiée (ses huit galets de roulement de 470 mm de diamètre sont remplacés par six galets de 520 mm) et reçoit une superstructure ouverte, accueillant un obusier 105 mm leichte Feldhaubitze 18/1 L/28, pouvant pivoter sur 70°. Les SdKfz 165/1 sont envoyés au combat au sein de l'Artillerie-Regiment 16 de la 16e Panzerdivision, et Krupp reçoit une commande de deux-cents Pz. sFL. IVb3, également désignés comme Heuschrecke 10, mais la Wespe, conversion du châssis obsolète du Panzer II, s'avérant efficace et peu onéreuse, la commande est finalement annulée.

### Logistique

#### Munitionsschlepper auf Panzer IV Pz.Kpfw.IV Fgst. Ausf.D, E et F et Munitionsschlepper für Karlgerät
Description du Munitionsschlepper tirée du manuel du 15 avril 1941 : Le Munitionsschlepper avec grue électrique (Wippkran) est destiné à transporter les obus avec les charges et les douilles associées jusqu'à la position de tir. Le châssis supporte la superstructure avec la grue, le Munitionskasten (caisse à munitions) avec le siège de l'équipage et les charges pour quatre obus. À l'intérieur du véhicule se trouvent quatre supports pour les charges et quatre douilles. La grande portée de la grue (2 500 kg à la plus grande extension de flèche de 3,4 mètres) permet de déposer les obus directement sur le chariot de chargement du mortier en position de tir. Les obus sont serrés dans un Geschossgreifer (pince à obus) spécial qui est rangée à l'avant droit du véhicule. Une housse en toile de marine protège le Geschossgreifer de la poussière et de la saleté.
Le Pz.Kpfw.IV Fahrgestell normal produit en série est utilisé comme châssis pour le Munitionsschlepper. Dans le toit de la superstructure se trouve une ouverture pour le hayon du conducteur et à côté une ouverture pour l'accès aux porte-charge. Deux hublots réglables sont situés à l'avant et sur le côté gauche pour permettre au conducteur de voir à l'extérieur.
Les radiateurs et les ventilateurs de refroidissement sont suspendus au pont arrière du moteur et peuvent être retirés et installés par des trappes situées sur le pont arrière. Des ouvertures spéciales dans le pont sont destinées au remplissage de l'eau de refroidissement et du carburant pour le moteur DKW. Un repose-pieds pour l'équipage est situé sur la paroi arrière. L'ensemble moteur/générateur DKW fournit l'énergie électrique nécessaire au Wippkran.
Le Munitionskasten (bac à munitions) protège les obus. La paroi avant peut être retirée pour faciliter l'accès et la manipulation des obus. Le Munitionskasten se compose d'un bac arrière avec couvercle à charnières, d'une paroi avant amovible, d'un couvercle à charnières en quatre parties et de deux parois latérales à charnières avec une ouverture limitée. Deux tuyaux d'écartement munis d'attaches relient la paroi avant au bac arrière. Quatre bandes de fixation maintiennent les coquilles dans leurs lits.
Ce Munitionsschlepper de 25 tonnes était conduit par une équipe de quatre personnes : deux Fahrer (conducteurs) et deux Begleiter (assistants). Un siège d'équipage pour trois hommes et un verrou de déplacement pour la flèche Wippkran sont situés sur la paroi arrière. En 1942, un deuxième obus plus léger a été produit pour le Karl-Geraet de 60 cm, nécessitant un Greifer fuer leichtes Geschoss différent qui était transporté sur un camion. Plus tard en 1944, deux pinces à obus supplémentaires (une Greif er fuer schwerer Geschoss et une Greif er fuer leichter Geschoss) étaient nécessaires pour les obus de 54 cm produits pour le Geraet 041. Le rangement des munitions sur le Munitionsschlepper devait être modifié pour transporter les obus de 54 cm pour le Geraet 041.
Un total de 13 Munitionsschlepper fut produit sur des châssis de Pz.Kpfw.IV Ausf.D, E, et F qui avaient été acquis à partir de la production normale de Pz.Kpfw.IV comme indiqué en mai 1941. Il y avait deux Munitionsschlepper pour chacun des six Geraet 040 Nr. I à VI et un pour le Geraet Nr. VII.
Le 29 septembre 1944, 13 Munitionsschlepper était  disponibles, dont six avec les batteries 428 et 638, deux pour le Waffenamt (configurés pour le 040), deux convertis pour le 041, et deux prêts à être délivrés.

#### Land-Wasser-Schlepper / Panzerfähre
tracteur d'infanterie amphibie

#### Bergepanzer
véhicule de dépannage, 36 convertis en 1944, tourelle retirée et remplacée par une grue.

### Autres
- Tauchpanzer IV : char submersible, 42 Ausf. « D », convertis en 1940, pour l'opération Seelöwe, toutes ouvertures étaient rendues étanches grâce à des joints en caoutchouc, l'échappement, lui, était muni de clapets anti-retour et d'un tuyau flexible de 18 mètres, tenu en surface par une bouée. La profondeur d'immersion maximale était de 15 mètres et la vitesse d'environ six kilomètres par heure. Quelques-uns furent utilisés par le 18e régiment de panzer, lors du franchissement du Boug en juin 1941, lors de l'opération Barbarossa.
- Panzerbefehlswagen IV (PzBefWg IV) : char de commandement, 97 convertis à partir de Ausf. « H » en 1944, par le rajout d'une radio supplémentaire.
- Panzerbeobachtungwagen IV (PzBeogWg IV) : char d'observation, 96 convertis principalement à partir de Ausf. « J » en 1944 et 1945, équipé d'un périscope d'observation d'artillerie et de radios supplémentaires.
- Infanterie Sturmsteg : passerelle d'assaut télescopique pour l'infanterie sur châssis de Panzer IV, deux produites et utilisées lors de la bataille de France et l'opération Barbarossa.
- Brückenlegepanzer IV : transport de pont sur base Ausf. « C » et « D », 20 produits et utilisé pendant la campagne de France. Le pont avait une longueur de neuf mètres et une charge maximale de 28 tonnes, cependant le véhicule trop lourd pour sa suspension fut abandonné dès 1941.
- 10,5 cm le.FH.18/1 L/28 auf Waffenträger GW IVb

## Utilisation dans d'autres armées

### Armée rouge
Comme le Panzerkampfwagen III, le Panzer IV fut également réutilisé dans l'Armée rouge, où il reçut la désignation T-4. Les véhicules capturés furent principalement utilisés en 1942 et 1943. En août 1942, le front occidental comptait au total 50 anciens chars allemands répartis en deux bataillons de chars indépendants, dont sept Panzerkampfwagen IV. Un an plus tard, l'inventaire s'élevait à onze Panzer IV. De tels véhicules étaient également utilisés sur le front du Caucase du Nord. Au cours des deux dernières années de la guerre, l'utilisation opérationnelle a changé, les Panzer IV capturés étaient désormais utilisés à des fins d'infiltration en utilisant les marquages de la Wehrmacht pour tromper les troupes allemandes. Le commandant de la 4e armée blindée, le colonel général Lelyushenko, rapporta que le Panzer IV était mieux adapté à cet effet que le Panther.
R. N. Ulanow, pilote d'essai de divers chars soviétiques, allemands et alliés à Kubinka, a décrit dans ses rapports d'expérience que le Panzerkampfwagen IV était facile à conduire, disposait d'un espace confortable et était globalement plus silencieux que le T-34. La consommation élevée de carburant, la chaleur et le bruit générés par la transmission à côté du conducteur et la possibilité très limitée de sortie de secours pour l'équipage en raison des jupes latérales ont été évaluées négativement.

### Europe de l'est
La Hongrie alliée reçut un total de 32 Panzer IV à canon court en 1942 et quelques nouveaux modèles à la fin de la guerre. En 1943, la Bulgarie a reçu 88 véhicules, dont certains ont été utilisés pendant de nombreuses années comme bunkers creusés à la frontière bulgaro-turque. Au cours de la même période que la Bulgarie, la Roumanie a également reçu un nombre similaire de Panzer IV, dont certains ont été utilisés contre les unités de la Wehrmacht après le changement de gouvernement et la déclaration de guerre à l'Allemagne. La Turquie a reçu six véhicules flambant neufs en 1943. La Croatie a également reçu certaines des déclarations finales.

### Finlande
En 1944, la Finlande a acheté 18 Panzerkampfwagen IV, mais ils ont été livrés trop tard pour être utilisés pendant la guerre. Les derniers véhicules furent retirés de l'armée finlandaise en 1962. Un exemplaire a servi de cible jusqu'en 2014, après quoi il a été vendu comme ferraille à un collectionneur pour 213 000 euros.

### Espagne
En 1944, l'Espagne reçut un grand nombre de Panzer IV, qui furent utilisés jusque dans les années 1950.

### Moyen orient

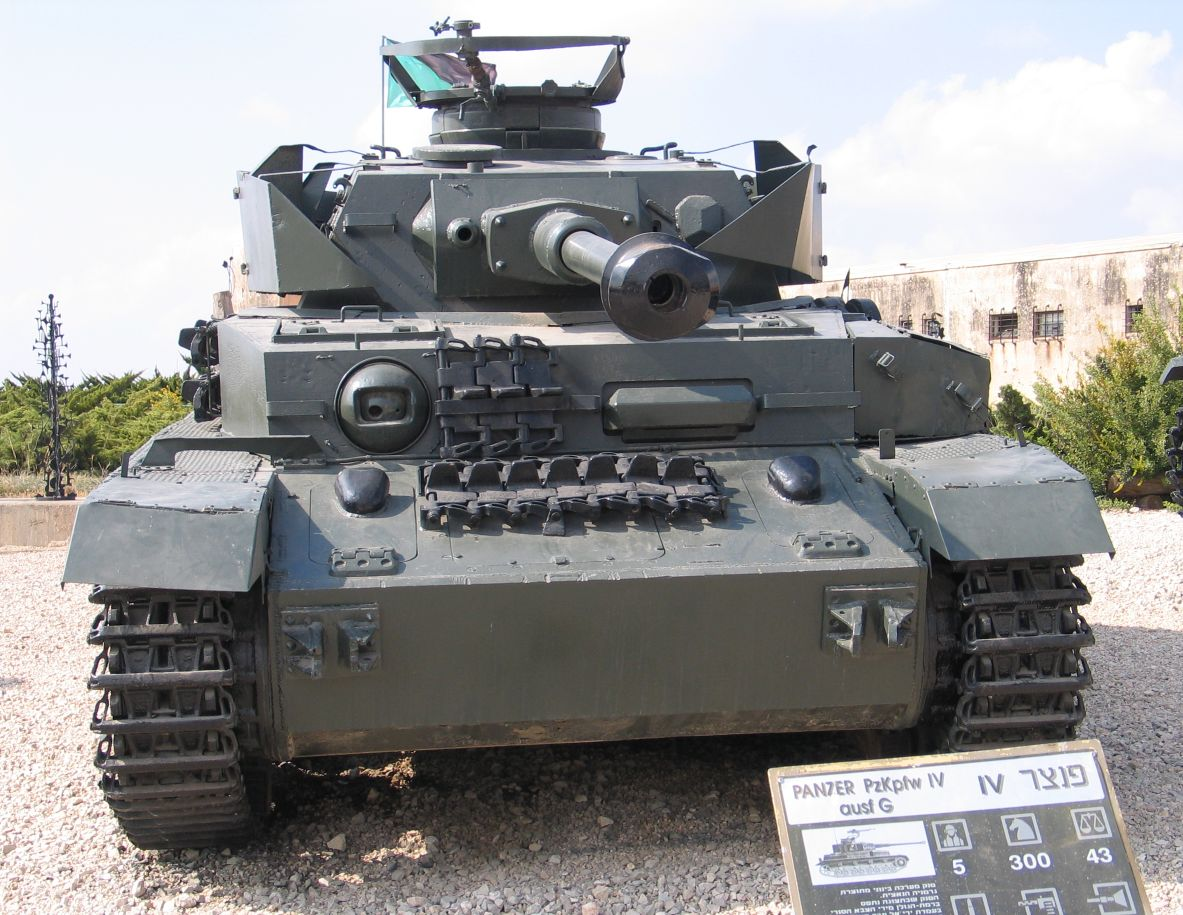
Panzer IV Ausf. G syrien

Après la Seconde Guerre mondiale, la Syrie et la Jordanie ont reçu des Panzer IV versions G, J et H de différents pays et les ont utilisées pendant la guerre des Six Jours, où elles ont été soit détruites, soit capturées par l'armée israélienne.

### Données techniques
| Modèle                     | A           | B           | C           | D           | E           | F           | G           | H           | J           |
| -------------------------- | ----------- | ----------- | ----------- | ----------- | ----------- | ----------- | ----------- | ----------- | ----------- |
| Longueur hors tout         | 5,92 m      | 5,92 m      | 5,92 m      | 5,92 m      | 5,92 m      | 5,92 m      | 6,63 m      | 7,02 m      | 7,02 m      |
| Longueur caisse            | 5,92 m      | 5,92 m      | 5,92 m      | 5,92 m      | 5,92 m      | 5,92 m      | 5,92 m      | 5,92 m      | 5,92 m      |
| Largeur hors tout          | 2,83 m      | 2,83 m      | 2,83 m      | 2,84 m      | 2,84 m      | 2,88 m      | 2,88 m      | 2,88 m      | 2,88 m      |
| Hauteur                    | 2,68 m      | 2,68 m      | 2,68 m      | 2,68 m      | 2,68 m      | 2,68 m      | 2,68 m      | 2,68 m      | 2,68 m      |
| Longueur de contact au sol | 3,52 m      | 3,52 m      | 3,52 m      | 3,52 m      | 3,52 m      | 3,52 m      | 3,52 m      | 3,52 m      | 3,52 m      |
| Garde au sol               | 0,40 m      | 0,40 m      | 0,40 m      | 0,40 m      | 0,40 m      | 0,40 m      | 0,40 m      | 0,40 m      | 0,40 m      |
| Masse en ordre de combat   | 18 000 kg   | 18 500 kg   | 18 500 kg   | 20 000 kg   | 22 000 kg   | 22 300 kg   | 23 600 kg   | 25 000 kg   | 25 000 kg   |
| Pression au sol            | 0,68 kg/cm2 | 0,77 kg/cm2 | 0,77 kg/cm2 | 0,83 kg/cm2 | 0,91 kg/cm2 | 0,88 kg/cm2 | 0,93 kg/cm2 | 0,89 kg/cm2 | 0,89 kg/cm2 |

| Modèle                     | A                               | B                               | C                               | D                               | E                               | F                               | G                               | H                               | J                               |
| -------------------------- | ------------------------------- | ------------------------------- | ------------------------------- | ------------------------------- | ------------------------------- | ------------------------------- | ------------------------------- | ------------------------------- | ------------------------------- |
| Motorisation               | Maybach HL 108 TR               | Maybach HL 120 TR               | Maybach HL 120 TRM              | Maybach HL 120 TRM              | Maybach HL 120 TRM              | Maybach HL 120 TRM              | Maybach HL 120 TRM              | Maybach HL 120 TRM              | Maybach HL 120 TRM              |
| Puissance                  | 230 ch à 2 600 tours par minute | 265 ch à 2 600 tours par minute | 265 ch à 2 600 tours par minute | 265 ch à 2 600 tours par minute | 265 ch à 2 600 tours par minute | 265 ch à 2 600 tours par minute | 265 ch à 2 600 tours par minute | 265 ch à 2 600 tours par minute | 265 ch à 2 600 tours par minute |
| Puissance massique         | 12,8 ch/t                       | 14,3 ch/t                       | 14,3 ch/t                       | 13,2 ch/t                       | 12 ch/t                         | 11,9 ch/t                       | 11,5 ch/t                       | 10,6 ch/t                       | 10,6 ch/t                       |
| Transmission               | ZF SSG75                        | ZF SSG76                        | ZF SSG76                        | ZF SSG76                        | ZF SSG76                        | ZF SSG76                        | ZF SSG76                        | ZF SSG76                        | ZF SSG76                        |
| Suspension                 | Ressorts à lames                | Ressorts à lames                | Ressorts à lames                | Ressorts à lames                | Ressorts à lames                | Ressorts à lames                | Ressorts à lames                | Ressorts à lames                | Ressorts à lames                |
| Type de carburant          | Essence                         | Essence                         | Essence                         | Essence                         | Essence                         | Essence                         | Essence                         | Essence                         | Essence                         |
| Capacité en carburant      | 470 L                           | 470 L                           | 470 L                           | 470 L                           | 470 L                           | 470 L                           | 470 L                           | 470 L                           | 680 L                           |
| Vitesse maximale sur route | 32,4 km/h                       | 42 km/h                         | 42 km/h                         | 42 km/h                         | 42 km/h                         | 42 km/h                         | 42 km/h                         | 38 km/h                         | 38 km/h                         |
| Vitesse moyenne sur route  | 20 km/h                         | 25 km/h                         | 25 km/h                         | 25 km/h                         | 25 km/h                         | 25 km/h                         | 25 km/h                         | 25 km/h                         | 25 km/h                         |
| Vitesse moyenne hors route | 10 km/h                         | 20 km/h                         | 20 km/h                         | 20 km/h                         | 20 km/h                         | 20 km/h                         | 20 km/h                         | 20 km/h                         | 20 km/h                         |
| Autonomie sur route        | 210 km                          | 210 km                          | 210 km                          | 210 km                          | 210 km                          | 210 km                          | 210 km                          | 210 km                          | 320 km                          |
| Autonomie hors route       | 130 km                          | 130 km                          | 130 km                          | 130 km                          | 130 km                          | 130 km                          | 130 km                          | 130 km                          | 210 km                          |
| Franchissement hauteur     | 0,60 m                          | 0,60 m                          | 0,60 m                          | 0,60 m                          | 0,60 m                          | 0,60 m                          | 0,60 m                          | 0,60 m                          | 0,60 m                          |
| Franchissement largeur     | 2,30 m                          | 2,30 m                          | 2,30 m                          | 2,30 m                          | 2,30 m                          | 2,30 m                          | 2,30 m                          | 2,30 m                          | 2,30 m                          |
| Franchissement profondeur  | 0,80 m                          | 0,80 m                          | 0,80 m                          | 0,80 m                          | 0,80 m                          | 0,80 m                          | 0,80 m                          | 0,80 m                          | 0,80 m                          |
| Franchissement pente       | 30°                             | 30°                             | 30°                             | 30°                             | 30°                             | 30°                             | 30°                             | 30°                             | 30°                             |

| Modèle                     | A                 | B                  | C                  | D                  | E                  | F                  | G                  | H                   | J                   |
| -------------------------- | ----------------- | ------------------ | ------------------ | ------------------ | ------------------ | ------------------ | ------------------ | ------------------- | ------------------- |
| Caisse glacis haut         | 10 mm à 72°       | 20 mm à 72°        | 20 mm à 72°        | 20 mm à 72°        | 20 mm à 72°        | 20 mm à 72°        | 20 mm à 72°        | 20 mm à 70°         | 20 mm à 70°         |
| Caisse glacis bas          | 14,5 mm à 14°     | 30 mm à 14°        | 30 mm à 14°        | 50 mm à 14°        | 50 mm à 14°        | 50 mm à 14°        | 80 mm à 14°        | 80 mm à 12°         | 80 mm à 12°         |
| Caisse avant               | 14,5 mm à 9°      | 30 mm à 9°         | 30 mm à 9°         | 60 mm à 9°         | 60 mm à 9°         | 50 mm à 9°         | 80 mm à 9°         | 80 mm à 9°          | 80 mm à 9°          |
| Caisse côtés               | 14,5 mm à 0°      | 14,5 mm à 0°       | 14,5 mm à 0°       | 20-40 mm à 0°      | 20-40 mm à 0°      | 30 mm à 0°         | 30 mm à 0°         | 30 mm à 0°          | 30 mm à 0°          |
| Caisse arrière             | 14,5 mm à 10°     | 14,5 mm à 10°      | 14,5 mm à 10°      | 20 mm à 10°        | 20 mm à 10°        | 20 mm à 10°        | 20 mm à 10°        | 20 mm à 10°         | 20 mm à 10°         |
| Caisse toit                | 10 mm à 88°       | 10 mm à 88°        | 10 mm à 88°        | 10 mm à 88°        | 10 mm à 88°        | 10 mm à 88°        | 10 mm à 88°        | 10 mm à 88°         | 10 mm à 88°         |
| Plancher                   | 8 mm à 90°        | 8 mm à 90°         | 8 mm à 90°         | 10 mm à 90°        | 10 mm à 90°        | 10 mm à 90°        | 10 mm à 90°        | 10 mm à 90°         | 10 mm à 90°         |
| Tourelle avant             | 16 mm à 10°       | 30 mm à 10°        | 30 mm à 10°        | 30 mm à 10°        | 30 mm à 10°        | 50 mm à 10°        | 50 mm à 10°        | 50 mm à 10°         | 50 mm à 10°         |
| Tourelle côtés             | 14,5 mm à 25°     | 14,5 mm à 15-25°   | 14,5 mm à 15-25°   | 20 mm à 15-25°     | 20 mm à 15-25°     | 30 mm à 15-25°     | 30 mm à 15-25°     | 30 mm à 15-25°      | 30 mm à 15-25°      |
| Tourelle arrière           | 14,5 mm à 25°     | 14,5 mm à 25°      | 14,5 mm à 25°      | 20 mm à 20-25°     | 20 mm à 14-26°     | 30 mm à 14-26°     | 30 mm à 14-26°     | 30 mm à 16-24°      | 30 mm à 16-24°      |
| Tourelle toit              | 10 mm à 83-90°    | 10 mm à 83-90°     | 10 mm à 83-90°     | 10 mm à 83-90°     | 10 mm à 83-90°     | 10 mm à 83-90°     | 10 mm à 83-90°     | 16-25 mm à 84-90°   | 16-25 mm à 84-90°   |
| Tourelleau du chef de char | 14,5 mm (arrondi) | 30-80 mm (arrondi) | 30-80 mm (arrondi) | 30-80 mm (arrondi) | 30-95 mm (arrondi) | 30-95 mm (arrondi) | 30-95 mm (arrondi) | 30-100 mm (arrondi) | 30-100 mm (arrondi) |

| Modèle                                   | A                                                | B                                                | C                                                | D                                                | E                                              | F                                              | G                                              | H                                              | J                                              |
| ---------------------------------------- | ------------------------------------------------ | ------------------------------------------------ | ------------------------------------------------ | ------------------------------------------------ | ---------------------------------------------- | ---------------------------------------------- | ---------------------------------------------- | ---------------------------------------------- | ---------------------------------------------- |
| Armement principal                       | 7,5 cm Kw.K. L/24                                | 7,5 cm Kw.K. L/24                                | 7,5 cm Kw.K. L/24                                | 7,5 cm Kw.K. L/24                                | 7,5 cm Kw.K. L/24                              | 7,5 cm Kw.K. L/24                              | 7,5 cm Kw.K.40 L/43                            | 7,5 cm Kw.K.40 L/48                            | 7,5 cm Kw.K.40 L/48                            |
| Traverse/Élévation armement principal    | 360° électrique ou manuel / -10° à +20°          | 360° électrique ou manuel / -10° à +20°          | 360° électrique ou manuel / -10° à +20°          | 360° électrique ou manuel / -10° à +20°          | 360° électrique ou manuel / -10° à +20°        | 360° électrique ou manuel / -10° à +20°        | 360° électrique ou manuel / -10° à +20°        | 360° électrique ou manuel / -10° à +20°        | 360° manuel / -10° à +20°                      |
| Viseur                                   | TZF 5b                                           | TZF 5b                                           | TZF 5b                                           | TZF 5b                                           | TZF 5b                                         | TZF 5b                                         | TZF 5f                                         | TZF 5f                                         | TZF 5f                                         |
| Munitions armement principal             | 122 obus                                         | 80 obus                                          | 80 obus                                          | 80 obus                                          | 80 obus                                        | 80 obus                                        | 87 obus                                        | 87 obus                                        | 87 obus                                        |
| Armement secondaire 1                    | Une mitrailleuse MG34 coaxiale                   | Une mitrailleuse MG34 coaxiale                   | Une mitrailleuse MG34 coaxiale                   | Une mitrailleuse MG34 coaxiale                   | Une mitrailleuse MG34 coaxiale                 | Une mitrailleuse MG34 coaxiale                 | Une mitrailleuse MG34 coaxiale                 | Une mitrailleuse MG34 coaxiale                 | Une mitrailleuse MG34 coaxiale                 |
| Traverse/Élévation armement secondaire 1 | 360° électrique ou manuel / -10° à +20°          | 360° électrique ou manuel / -10° à +20°          | 360° électrique ou manuel / -10° à +20°          | 360° électrique ou manuel / -10° à +20°          | 360° électrique ou manuel / -10° à +20°        | 360° électrique ou manuel / -10° à +20°        | 360° électrique ou manuel / -10° à +20°        | 360° électrique ou manuel / -10° à +20°        | 360° manuel / -10° à +20°                      |
| Armement secondaire 2                    | Une mitrailleuse MG34 de proue                   | -                                                | -                                                | Une mitrailleuse MG34 de proue                   | Une mitrailleuse MG34 de proue                 | Une mitrailleuse MG34 de proue                 | Une mitrailleuse MG34 de proue                 | Une mitrailleuse MG34 de proue                 | Une mitrailleuse MG34 de proue                 |
| Traverse/Élévation armement secondaire 2 | 20° de chaque côté / -10° à +20°                 | -                                                | -                                                | 15° de chaque côté / -10° à +20°                 | 15° de chaque côté / -10° à +20°               | 15° de chaque côté / -10° à +20°               | 15° de chaque côté / -10° à +20°               | 15° de chaque côté / -10° à +20°               | 15° de chaque côté / -10° à +20°               |
| Munitions armement secondaire            | 3000 cartouches 7,92 mm S.m.K en chargeurs de 75 | 2500 cartouches 7,92 mm S.m.K en chargeurs de 75 | 2500 cartouches 7,92 mm S.m.K en chargeurs de 75 | 2700 cartouches 7,92 mm S.m.K en chargeurs de 75 | 3150 cartouches 7,92 mm S.m.K en bandes de 150 | 3150 cartouches 7,92 mm S.m.K en bandes de 150 | 3150 cartouches 7,92 mm S.m.K en bandes de 150 | 3150 cartouches 7,92 mm S.m.K en bandes de 150 | 3150 cartouches 7,92 mm S.m.K en bandes de 150 |
| Radio                                    | Fu 6 et Fu 2                                     | Fu 5 et Fu 2                                     | Fu 5 et Fu 2                                     | Fu 5 et Fu 2                                     | Fu 5 et Fu 2                                   | Fu 5 et Fu 2                                   | Fu 5 et Fu 2                                   | Fu 5 et Fu 2                                   | Fu 5 et Fu 2                                   |